# Valledupar
Valledupar, también llamada Ciudad de los Santos Reyes del Valle de Upar, es un municipio colombiano, capital del departamento del Cesar. Está ubicada al nororiente del Caribe Colombiano, a orillas del río Guatapurí, en el valle del río Cesar formado por la Sierra Nevada de Santa Marta al occidente y la serranía del Perijá al oriente.
La ciudad es un importante centro para la producción agrícola, agroindustrial y ganadera en la región comprendida entre el norte del departamento del Cesar y el sur del departamento de La Guajira, en el punto intermedio de las dos cuencas de explotación carbonífera más grandes del país: Cerrejón al norte y el complejo minero La Loma - La Jagua al sur. También es uno de los principales epicentros musicales, culturales y folclóricos de Colombia por ser la cuna del vallenato, género musical de mayor popularidad en el país y actualmente símbolo de la música colombiana. Anualmente atrae a miles de visitantes de Colombia y del exterior durante el Festival de la Leyenda Vallenata, máximo evento del vallenato.
En Valledupar por ser la capital del departamento de Cesar, tienen su asiento la Gobernación del Cesar y la Asamblea Departamental.

## Toponimia
Valledupar debe su nombre al accidente geográfico donde se encuentra edificada la ciudad, el valle del río Cesar, que corre hacia el sur entre la Sierra Nevada de Santa Marta y la Serranía de Perijá para desembocar en el río Magdalena. Upar, nombre del cacique de la etnia chimila que gobernaba la región para la época en que llegó el capitán Francisco Salguero, conquistador español que denominó en su honor la zona. El nombre fue posteriormente abreviado por escribanos y colonizadores a lo largo de la época colonial española como Valle D'Upar hasta oficializarse el nombre de Valledupar (El Valle del Cacique Upar).
Los frailes capuchinos fueron quienes bautizaron la ciudad con el nombre de Ciudad de los Santos Reyes del Valle de Upar, establecido así en honor de los Reyes Magos, por coincidir la fundación de Valledupar con su día (6 de enero).

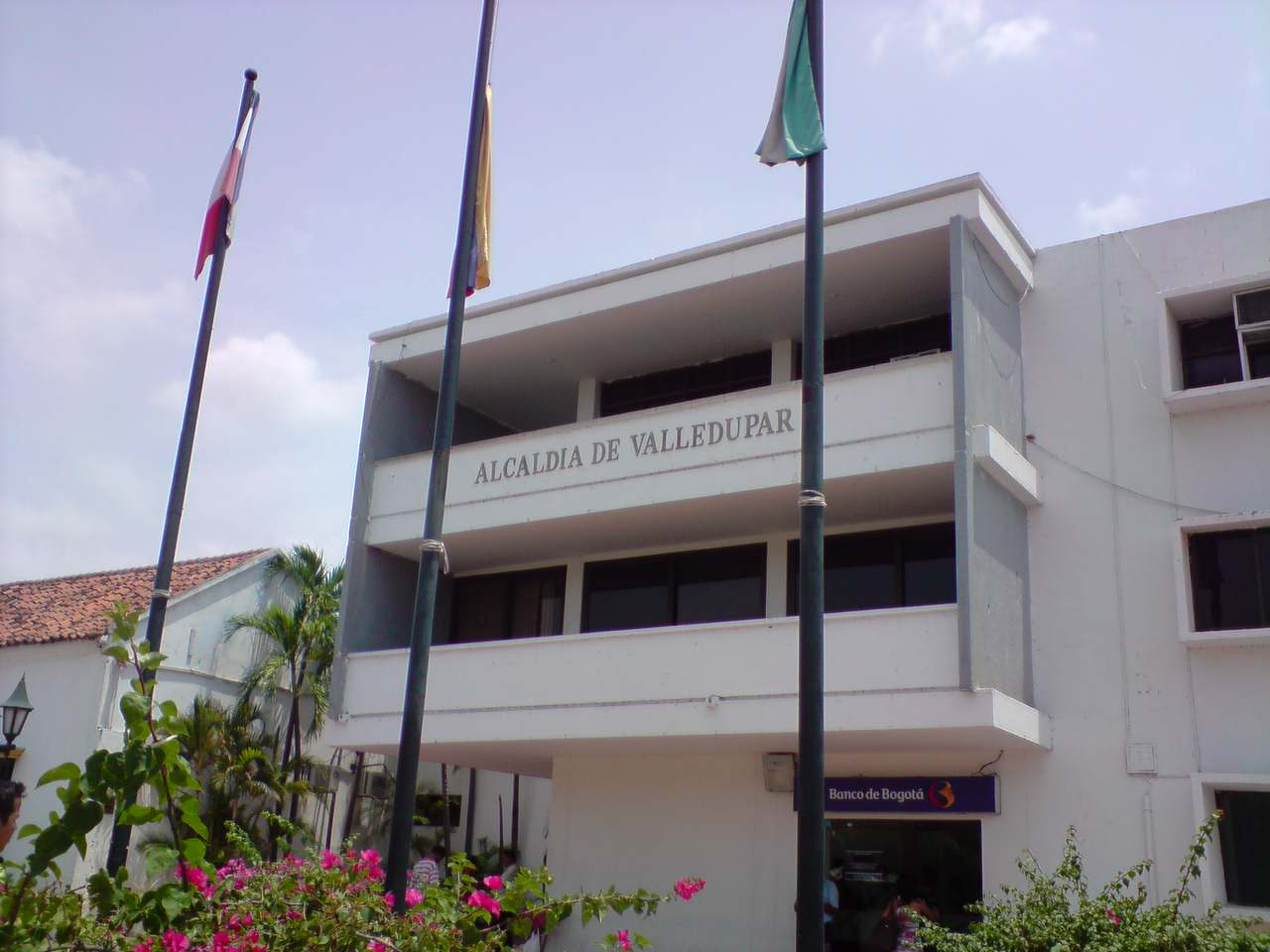
Alcaldía de Valledupar.

## Historia

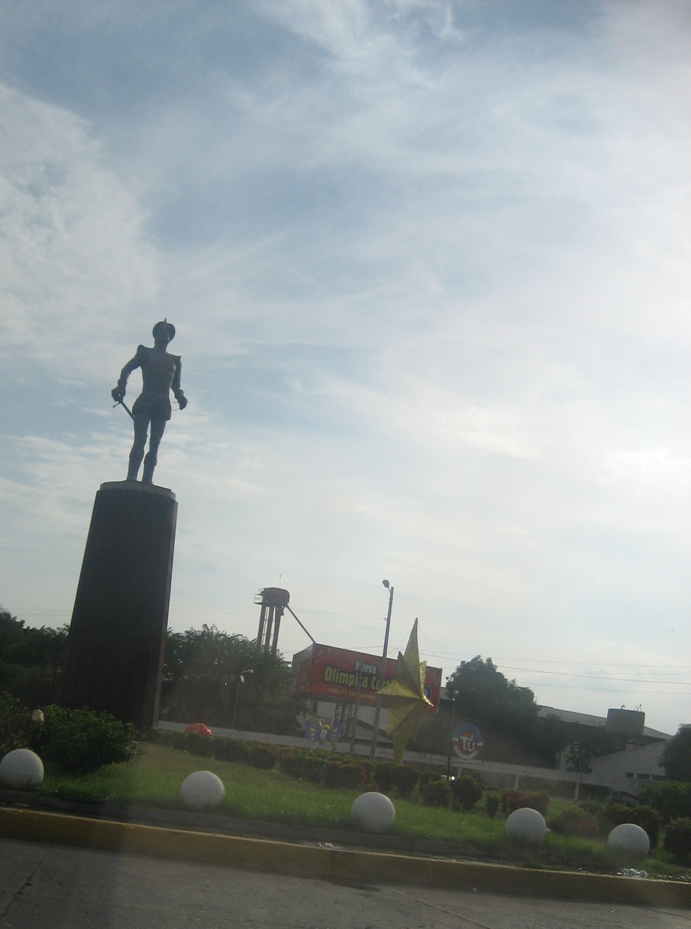
Estatua de Hernando de Santana, fundador de Valledupar.

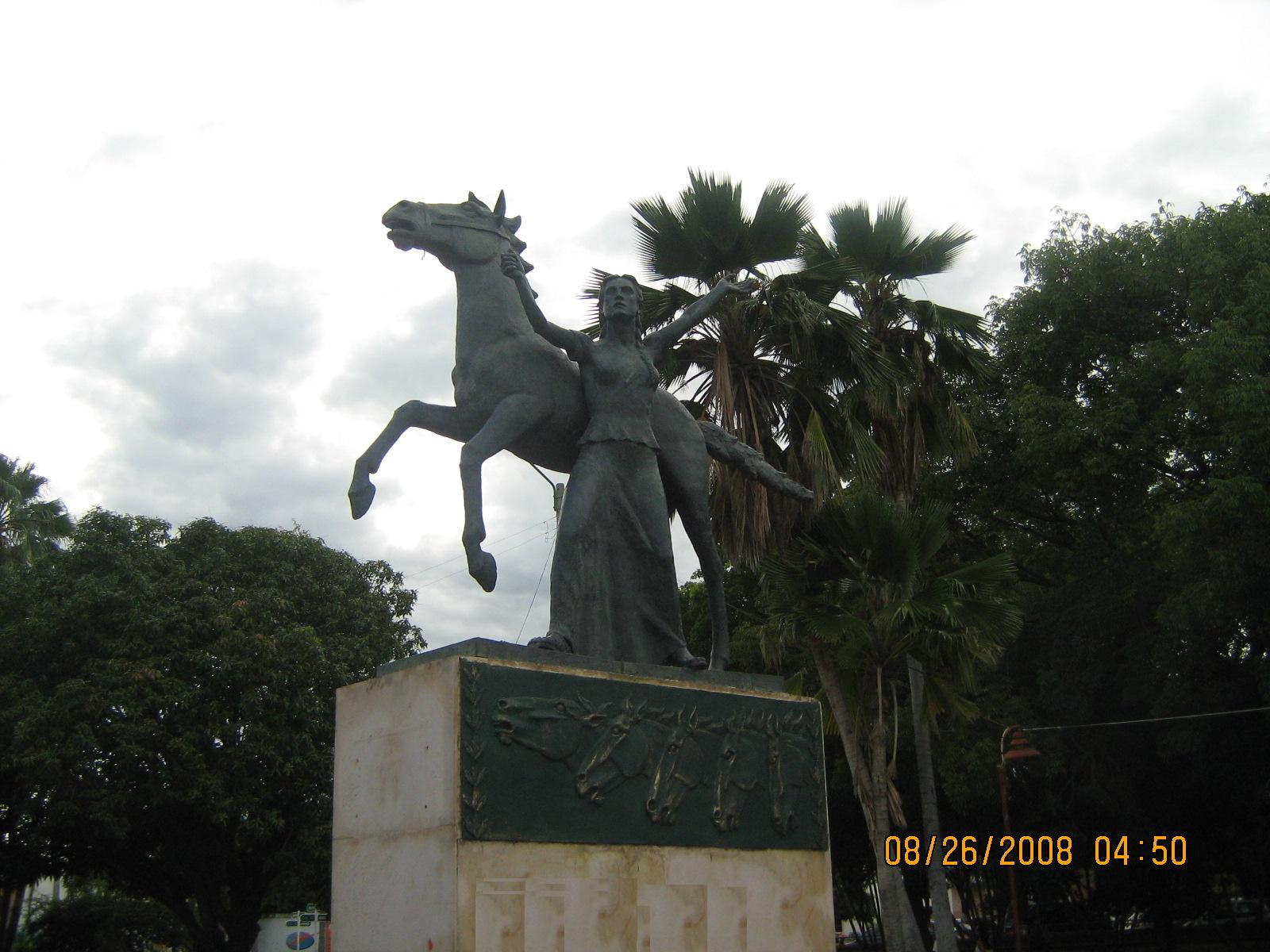
Monumento a La Loperena

### Período precolombino
Antes de la llegada de los españoles que ocurrió durante la primera mitad del siglo XVI, la zona correspondiente a la Provincia de Padilla estuvo poblada por el grupo etnolingüistico chimila, que conformó una división territorial dividida en dos zonas: al norte la región del Cacique Upar y al Sur las bajas planicies de Chiriguaná. Los chimilas pertenecían a la gran familia chibcha.

### Colonización española
Valledupar fue fundada el 6 de enero de 1550 por los conquistadores españoles capitán Hernando de Santana y Juan de Castellanos. Para el asentamiento de la fundación el capitán español escogió la parte septentrional de Valledupar, bañado por el río Guatapurí, que en idioma chimila significa "agua fría". Valledupar fue erigida en parroquia en 1560.

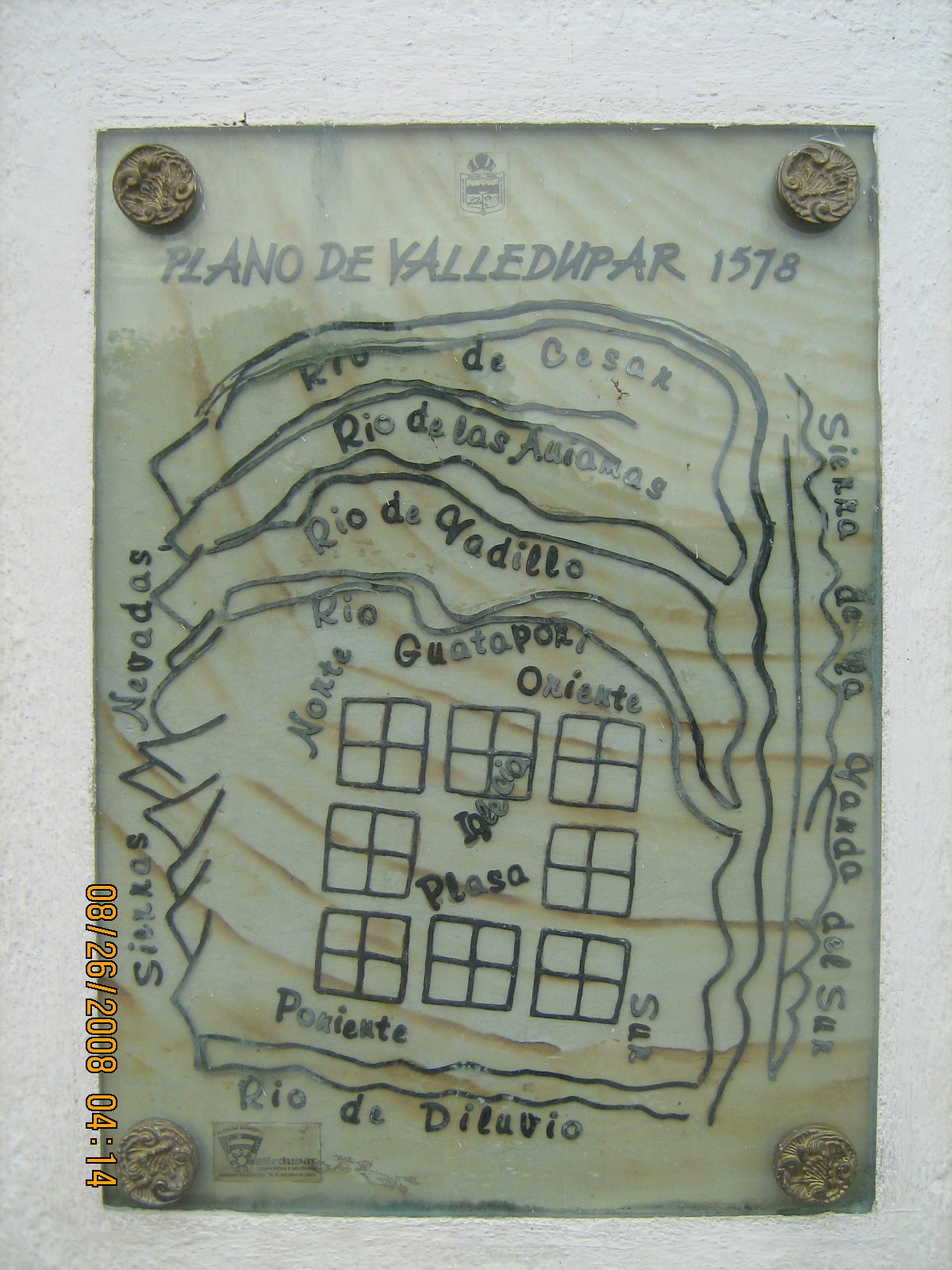
Plano de Valledupar (1578).

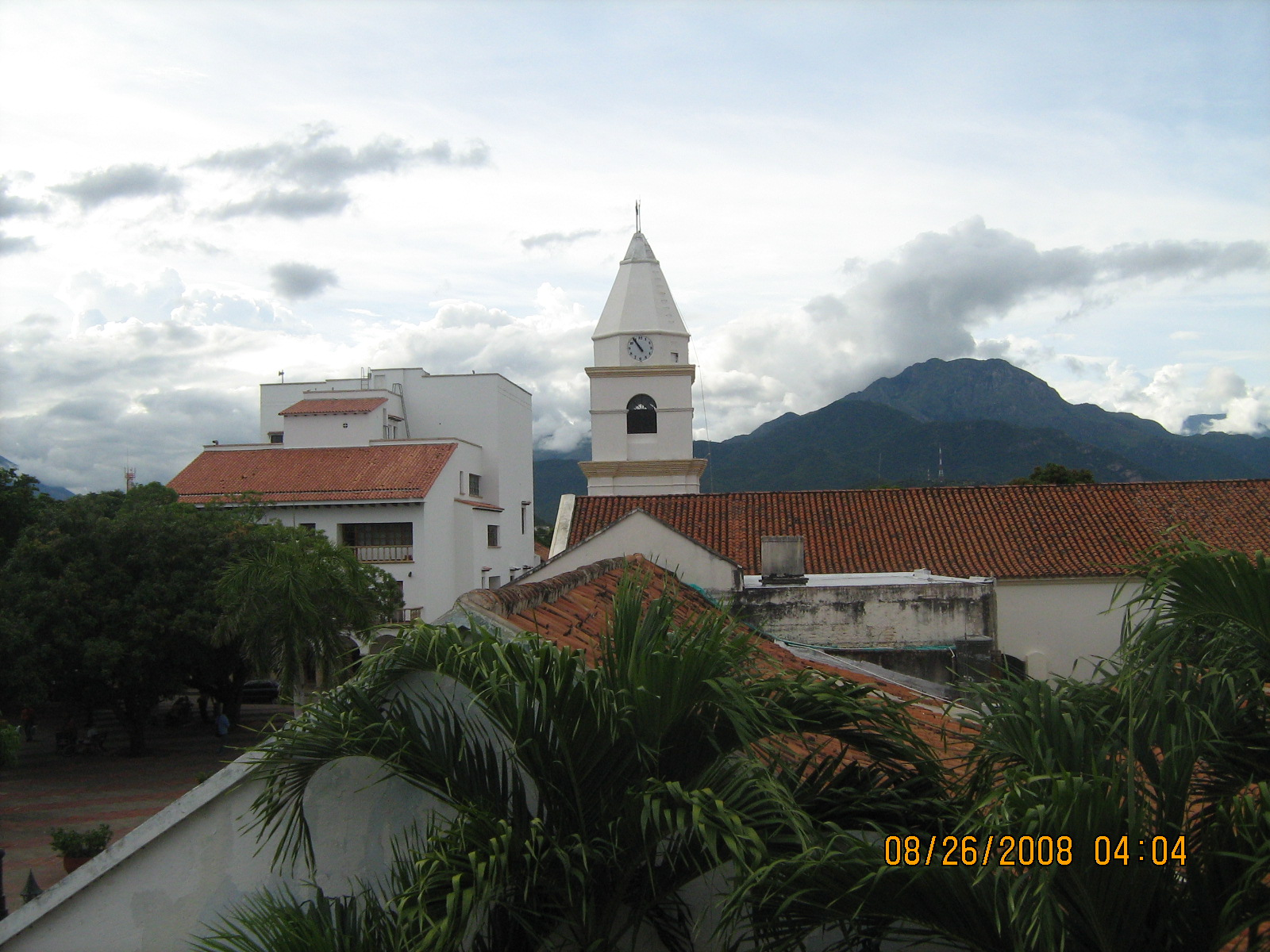
Sector histórico de Valledupar.

### Independencia
Valledupar fue erigida capital de la Provincia de Valledupar de conformidad con la ley 15 de 1850, y fue elevada a capital del departamento del Valle de Upar del Estado Soberano del Magdalena de acuerdo con la ley 29 de diciembre de 1864. Al reestructurarse la división político-administrativa del Estado Unitario colombiano, fue erigida como municipio del departamento del Magdalena según la ordenanza número 57 de 1915, la cual estableció su extensión y límites.
Al crearse el departamento del Cesar mediante la ley 25 de 1967, Valledupar fue escogida como su capital.

## Geografía

### Paisaje
Valledupar está ubicada al norte del Valle del Cesar, entre la Sierra Nevada de Santa Marta y la Serranía del Perijá, al margen de los ríos Cesar y Guatapurí, en la Costa Caribe colombiana.
Su territorio es llano y basculado hacia el suroriente mediante una leve pendiente. La ciudad se encuentra a una altitud que oscila entre los 246 m al norte (Planta de Tratamiento de Agua Potable) y 150 m al Sur (conjunto habitacional Casa de Campo), la altitud media es de 168 m (plaza Alfonso López). Además de las enormes estructuras montañosas que la rodean (picos Bolívar y Colón) sobresalen en inmediaciones de la ciudad tres cerros, al Nororiente, el de Cicolac con 330 m s. n. m., el de La Popa con 310 m s. n. m. al Occidente, y en especial el de Murillo que con 1430 m s. n. m. constituye el cerro tutelar de la Ciudad.

### Hidrografía

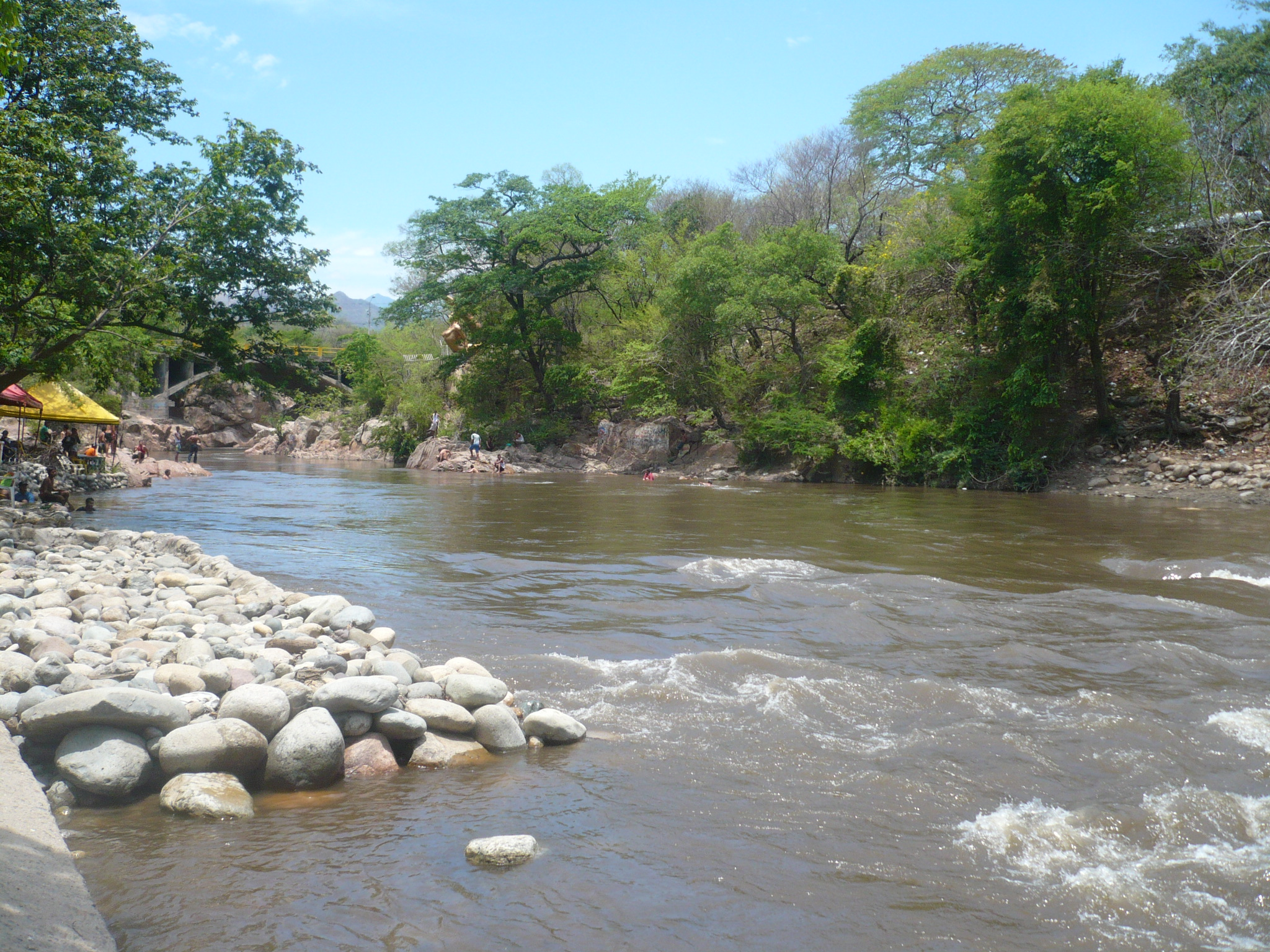
Río Guatapurí, balneario de Hurtado.

El territorio del municipio de Valledupar es recorrido por los ríos Cesar, Badillo, Guatapurí (con su afluente el río Donachuí), Ariguaní, Cesarito, río Seco, Diluvio y Mariangola. El valle del río Cesar cubre la mayor parte de la superficie del municipio.
La Sierra Nevada de Santa Marta constituye el sistema montañoso más importante, y con la serranía de Perijá y la serranía de Valledupar configuran el extenso valle por donde corre el Cesar.

## Clima
Valledupar, dada su latitud, se encuentra en la zona de dominios tropicales, posee un clima tropical de sabana Aw donde las características generales del clima son elevadas temperaturas y escasa oscilación térmica anual con un periodo seco intenso y otro de lluvias torrenciales.
En cuanto a las temperaturas, según los datos acumulados desde 1969 por el IDEAM en su estación meteorológica ubicada en el aeropuerto Alfonso López, la temperatura media anual es de 29,8 °C, con mínimas y máximas de 24 °C y 35 °C respectivamente. El mes más caluroso es febrero con un promedio de 35,8 °C y el más fresco es octubre con 28.8 °C.
A lo largo del año y aunque las temperaturas son bastante uniformes debido a la posición intertropical de la ciudad, se suceden diversas condiciones climáticas: el mes de enero inicia con mucha brisa y con velocidades del viento de hasta 30 nudos, que en ocasiones es causa de interrupciones en el fluido eléctrico, grandes polvaredas, dificultad para caminar contra el viento y resequedad en la piel de las personas; conforme avanzan los días, la humedad relativa desciende paulatinamente y la sensación térmica es muy agradable, sintiéndose incluso bastante fresca durante la noche; febrero y marzo son ya muy secos debido a la influencia secante de los vientos alisios del nororiente que soplan desde diciembre (HR <25%), la insolación es muy alta, pudiéndose presentar 30 días consecutivos sin nubes. Al finalizar marzo, las temperaturas son bastante altas, mayores de 40 °C, y es en esta época cuando se registran las máximas anuales (38 a 46 °C). Abril inicia con un descenso en los vientos y aumento de la humedad abriendo paso a la primera temporada de lluvias del año, durante este mes y el mes de mayo, la humedad relativa se incrementa y aunque las temperaturas descienden algunos grados por motivo de la nubosidad, la sensación térmica es agobiante, en parte mitigada al finalizar el día por las frecuentes lluvias vespertinas y nocturnas. Junio y julio son meses de transición, ni muy secos ni muy húmedos y aunque algunos días se sobrepasan los 38 °C, las máximas y las mínimas rondan entre los 23 y 33 °C, con incremento en las brisas debido a la acción de los vientos del Veranito de San Juan; son meses relativamente agradables. En agosto se suceden tardes calurosas y fuertes tormentas eléctricas, septiembre y octubre son lluviosos y relativamente frescos (21-31 °C) y noviembre y diciembre algo más secos, ventosos, despejados y son los meses con clima más agradable. Valledupar es una de las ciudades de Colombia donde el fenómeno del Niño provoca las mayores anomalías de temperatura máxima, y los años en que se desarrolla en el planeta son excesivamente cálidos en Valledupar; el Niño presentado entre 1997 y 1998 provocó un aumento de 3 °C en el promedio de máximas lo mismo que el último registrado entre junio de 2009 y mayo de 2010, acompañado con una significativa disminución de las precipitaciones, luego de desaparecer sobre el Pacífico oriental, Valledupar retorna su nivel normal de temperaturas antes de la entrada del Fenómeno de la Niña, donde ocurre lo contrario, son años lluviosos, nublados y de bajas temperaturas.
A nivel térmico, Valledupar es la ciudad de Colombia con la temperatura media más elevada si se tienen en cuenta solo las capitales departamentales según el IDEAM y las mediciones registradas en el aeropuerto, no en el centro de la ciudad, aunque teniendo en cuenta otros factores climáticos como lo es su baja humedad relativa, que es de 67%, la más baja entre las capitales junto a Neiva, y los permanentes vientos (es la tercera ciudad entre las capitales con más vientos durante el año solo detrás de San Andrés y Riohacha) el confort térmico o sensación térmica que se percibe en la ciudad la hace equiparable con ciudades como Santa Marta y Barranquilla, y más fresca que otras como Montería y Barrancabermeja cuyas medias mensuales de temperatura son inferiores pero con elevados niveles de humedad relativa (>80%) y casi ausencia de vientos o brisa.
Las precipitaciones son moderadas en torno a 1300 mm anuales, repartidos entre abril y noviembre con máximas en mayo y octubre.
A pesar de estar enclavada en un valle alejado del océano, el alisio del nororiente proveniente del Caribe se encajona en el valle del Cesar trayendo consigo brisas permanentes a lo largo del año, que en diciembre y enero suelen ser especialmente fuertes.
| Parámetros climáticos promedio de Valledupar, Guaymaral 50 m (normales 1981–2010) | Parámetros climáticos promedio de Valledupar, Guaymaral 50 m (normales 1981–2010) | Parámetros climáticos promedio de Valledupar, Guaymaral 50 m (normales 1981–2010) | Parámetros climáticos promedio de Valledupar, Guaymaral 50 m (normales 1981–2010) | Parámetros climáticos promedio de Valledupar, Guaymaral 50 m (normales 1981–2010) | Parámetros climáticos promedio de Valledupar, Guaymaral 50 m (normales 1981–2010) | Parámetros climáticos promedio de Valledupar, Guaymaral 50 m (normales 1981–2010) | Parámetros climáticos promedio de Valledupar, Guaymaral 50 m (normales 1981–2010) | Parámetros climáticos promedio de Valledupar, Guaymaral 50 m (normales 1981–2010) | Parámetros climáticos promedio de Valledupar, Guaymaral 50 m (normales 1981–2010) | Parámetros climáticos promedio de Valledupar, Guaymaral 50 m (normales 1981–2010) | Parámetros climáticos promedio de Valledupar, Guaymaral 50 m (normales 1981–2010) | Parámetros climáticos promedio de Valledupar, Guaymaral 50 m (normales 1981–2010) | Parámetros climáticos promedio de Valledupar, Guaymaral 50 m (normales 1981–2010) |
| Mes                                                                               | Ene.                                                                              | Feb.                                                                              | Mar.                                                                              | Abr.                                                                              | May.                                                                              | Jun.                                                                              | Jul.                                                                              | Ago.                                                                              | Sep.                                                                              | Oct.                                                                              | Nov.                                                                              | Dic.                                                                              | Anual                                                                             |
| --------------------------------------------------------------------------------- | --------------------------------------------------------------------------------- | --------------------------------------------------------------------------------- | --------------------------------------------------------------------------------- | --------------------------------------------------------------------------------- | --------------------------------------------------------------------------------- | --------------------------------------------------------------------------------- | --------------------------------------------------------------------------------- | --------------------------------------------------------------------------------- | --------------------------------------------------------------------------------- | --------------------------------------------------------------------------------- | --------------------------------------------------------------------------------- | --------------------------------------------------------------------------------- | --------------------------------------------------------------------------------- |
| Temp. máx. abs. (°C)                                                              | 39.5                                                                              | 39.8                                                                              | 42.0                                                                              | 39.8                                                                              | 39.4                                                                              | 40.8                                                                              | 46.0                                                                              | 40.2                                                                              | 39.0                                                                              | 38.2                                                                              | 38.0                                                                              | 39.8                                                                              | 46.0                                                                              |
| Temp. máx. media (°C)                                                             | 36.4                                                                              | 36.5                                                                              | 36.6                                                                              | 36.5                                                                              | 35.5                                                                              | 35.4                                                                              | 35.7                                                                              | 35.5                                                                              | 34.6                                                                              | 33.8                                                                              | 34.1                                                                              | 35.1                                                                              | 35.3                                                                              |
| Temp. media (°C)                                                                  | 30.4                                                                              | 30.5                                                                              | 30.3                                                                              | 30.2                                                                              | 29.7                                                                              | 29.8                                                                              | 29.9                                                                              | 29.8                                                                              | 29.3                                                                              | 28.8                                                                              | 29.0                                                                              | 29.7                                                                              | 29.8                                                                              |
| Temp. mín. media (°C)                                                             | 23.8                                                                              | 24.3                                                                              | 24.3                                                                              | 24.2                                                                              | 24.2                                                                              | 24.2                                                                              | 24.2                                                                              | 24.0                                                                              | 23.7                                                                              | 23.6                                                                              | 23.6                                                                              | 23.5                                                                              | 23.9                                                                              |
| Temp. mín. abs. (°C)                                                              | 16.8                                                                              | 19.8                                                                              | 20.6                                                                              | 18.2                                                                              | 18.0                                                                              | 20.4                                                                              | 17.2                                                                              | 18.0                                                                              | 17.2                                                                              | 18.8                                                                              | 18.4                                                                              | 17.2                                                                              | 16.8                                                                              |
| Precipitación total (mm)                                                          | 6.8                                                                               | 28.5                                                                              | 78.1                                                                              | 125.9                                                                             | 181.3                                                                             | 119.1                                                                             | 114.4                                                                             | 140.7                                                                             | 154.8                                                                             | 169.7                                                                             | 148.9                                                                             | 40.0                                                                              | 1295.3                                                                            |
| Días de precipitaciones (≥ 1 mm)                                                  | 1                                                                                 | 2                                                                                 | 5                                                                                 | 9                                                                                 | 11                                                                                | 9                                                                                 | 9                                                                                 | 12                                                                                | 12                                                                                | 12                                                                                | 9                                                                                 | 3                                                                                 | 94                                                                                |
| Horas de sol                                                                      | 269.7                                                                             | 234.5                                                                             | 238.7                                                                             | 201.0                                                                             | 189.1                                                                             | 186.0                                                                             | 207.7                                                                             | 210.8                                                                             | 180.0                                                                             | 179.8                                                                             | 201.0                                                                             | 244.9                                                                             | 2543.2                                                                            |
| Humedad relativa (%)                                                              | 63                                                                                | 62                                                                                | 63                                                                                | 63                                                                                | 66                                                                                | 65                                                                                | 65                                                                                | 66                                                                                | 68                                                                                | 70                                                                                | 69                                                                                | 65                                                                                | 66                                                                                |
| Fuente: Instituto de Hidrologia Meteorología y Estudios Ambientales               |                                                                                   |                                                                                   |                                                                                   |                                                                                   |                                                                                   |                                                                                   |                                                                                   |                                                                                   |                                                                                   |                                                                                   |                                                                                   |                                                                                   |                                                                                   |

El resto del área municipal posee diversidad climática debido a la elevación de amplios sectores de terreno:
| Clima    | Altitud m s. n. m.  | Temperatura (°C) | Ejemplo       | Altitud m s. n. m. | Temperatura (°C) | Mapa Climático de Valledupar |
| -------- | ------------------- | ---------------- | ------------- | ------------------ | ---------------- | ---------------------------- |
| Cálido   | Nivel del Mar a 800 | >24              | Valledupar    | 168                | 28 °C            |                              |
| Templado | 801 a 2000          | 17 a 24          | Atánquez      | 1008               | 23               |                              |
| Frío     | 2.001 a 3.400       | 10 a 17          | Guatapurí     | 2.202              | 15               |                              |
| Páramo   | 3.401 a 4800        | 0 a 10           | Cherúa        | 3.752              | 7                |                              |
| Nevado   | >4.800              | <0               | Pico La Reina | 5.452              | -2               |                              |
| IDEAM    |                     |                  |               |                    |                  |                              |

### Flora y fauna
Vegetación

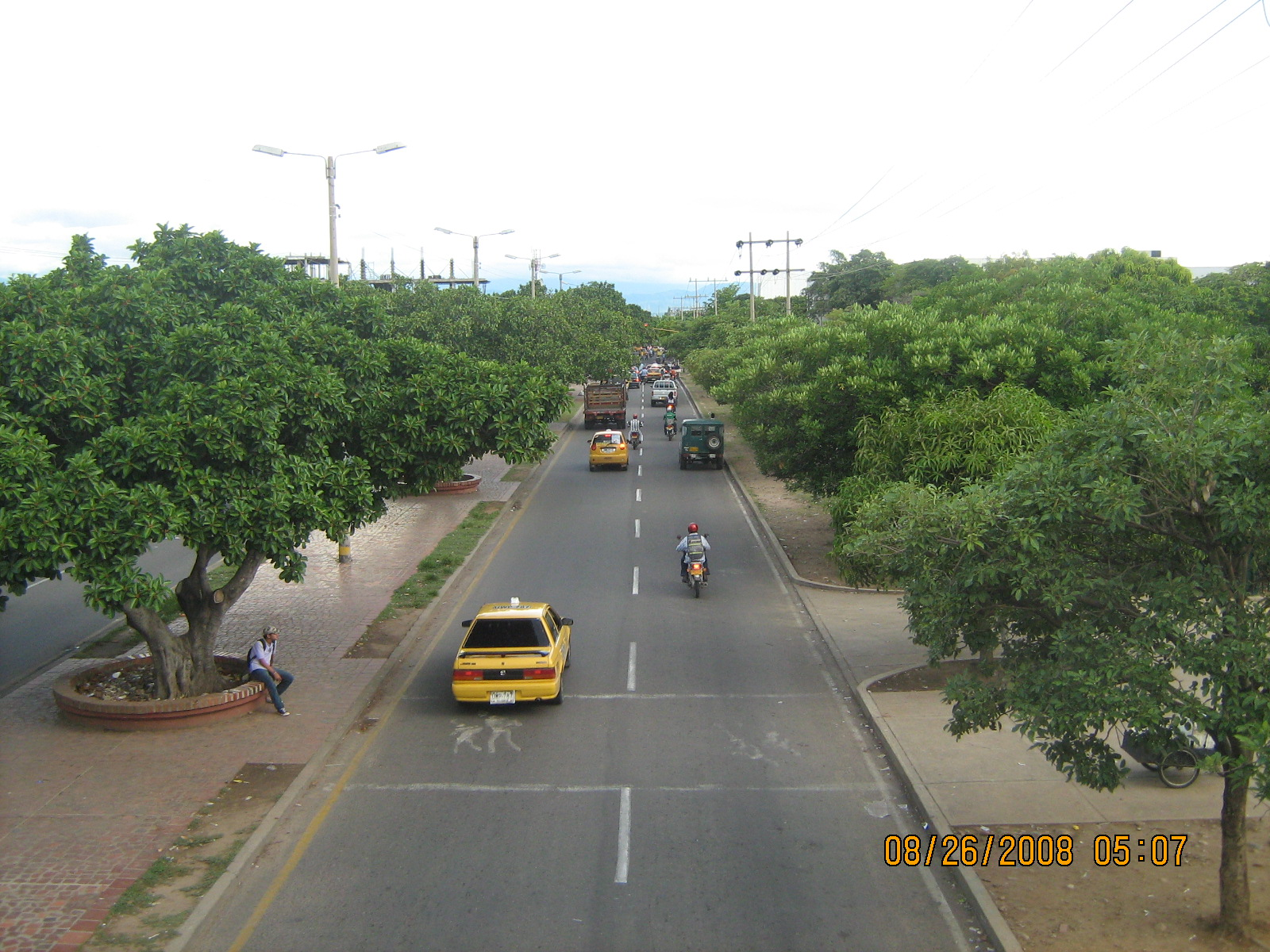
Arborización en la carrera 19 o avenida Simón Bolívar.

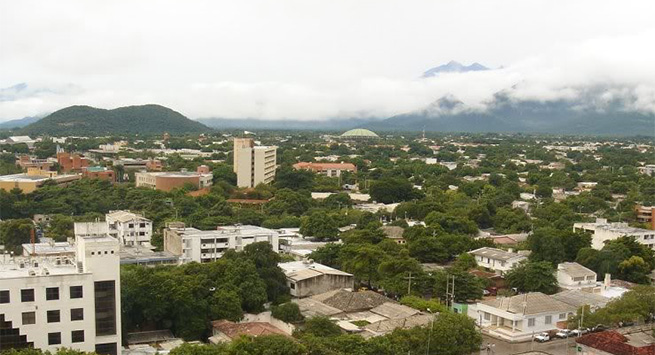
Arborización en Valledupar.

El valle del río Cesar pertenece a la clasificación climática Bosque Seco Tropical, estando cubierto por un bosque claro muy intervenido donde se alternan árboles dispersos y pastos artificiales para el sostenimiento de la importante cabaña bovina existente en sus campos.
Las especies más representativas de la región, que corresponde a bosque seco tropical, están representadas por los géneros Cassia, Tabebuia, Crescentia e Inga entre otras con nombres comunes como acacias, cañaguates, guanábanos, cedros, ceibas y una importante variedad de especies foráneas muy adaptadas ya al medio local como los mangos, eucaliptos y cítricos.
Particularmente, la ciudad es considerada como una de las más arborizadas del país, en este aspecto se puede hacer referencia a la cultura local que impone la siembra de árboles en los frentes y los patios de las viviendas casi como una obligación; es extraño en la ciudad encontrar una vivienda o edificio sin algún tipo de árbol. También es importante la presencia de árboles frutales en zonas públicas como parques, andenes y separadores de avenidas, en este caso por iniciativa de la municipalidad. El árbol más común es el mango seguido de cañahuate, ceibas, robles, totumos, acacias, mamones, cotoprix, uvitos, cardamomos y un importante corredor vial de cauchos.
Fauna
La fauna silvestre en la actualidad se encuentra muy afectada, los felinos y mamíferos como el tigrillo y los venados son actualmente una rareza sobresaliendo casi exclusivamente los reptiles representados por las iguanas, lagartijas y algunas serpientes como boas, falsas corales, y mapaná. En cuanto a las aves sobresalen algunas rapaces como la lechuza y los gavilanes y otras como palomas, tierrelitas, pericos y colibríes.

## Desarrollo urbano

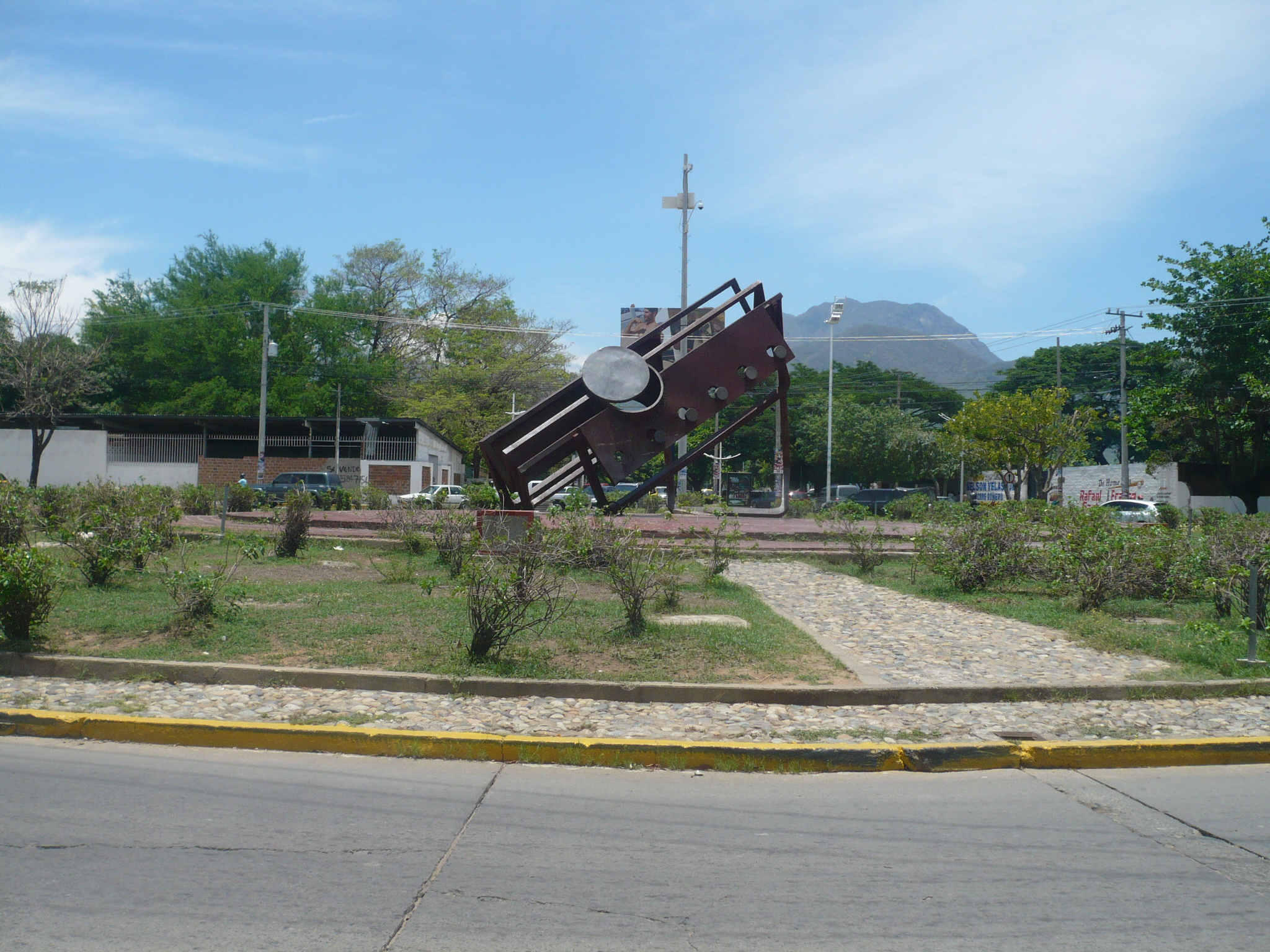
Rotonda "Pedazo de Acordeón". La escultura abstracta fue encargada por el alcalde Aníbal Martínez al artista Gabriel Beltrán, e inaugurada el 30 de noviembre de 1991.

Valledupar se encuentra asentada sobre una planicie del piedemonte de la vertiente suroriental de la Sierra Nevada de Santa Marta. El casco urbano tiene una longitud norte-sur de 8,3 km y oriente-occidente de 6,2 km. La ciudad se ha desarrollado desde sus inicios hacia el occidente, el norte y el sur, siendo limitada al oriente por el río Guatapurí. Se observa una densidad poblacional moderada derivada de una mancha urbana relativamente grande, esto se debe en parte a la poca implementación de edificaciones de altura, pues son pocos los edificios de más de 5 pisos en la ciudad debido a que Valledupar está orientada para crecer de manera horizontal, dado que el Plan de Ordenamiento Territorial (POT) vigente, solo permite en esta ciudad construcciones hasta de nueve pisos, en la actualidad el POT está siendo rediseñado y este aspecto será tomado en cuenta con el fin de permitir a los inversionistas la construcción de nuevas edificaciones de altura, con próxima expedición de nuevo POT, orden dada en el despacho de la alcaldía municipal en julio de 2012.
Sobresale en la traza urbana el uso de glorietas que además de distribuir el tráfico automotor contienen esculturas y estatuas representativas de la región. Entre ellas se encuentran:
1. La pilonera mayor. Carrera 9-Avenida Francisco el Hombre.
2. El obelisco. Carretera Bosconia-Valledupar-carrera 31-diagonal 21-calle 44.
3. Los gallos. Carrera 19-calle 16B-transversal 18-calle 18B.
4. Homenaje al folclor-Los músicos. calle 18B-diagonal 21-avenida Simón Bolívar.
5. Hernando de Santana. Carrera 7A-calle 21.
6. María mulata. Calle 16-carrera 19.
7. El País Vallenato. Carrera 18D-calle 44
8. El pedazo de acordeón. Carrera 9-calle 19.
9. La chichamaya. Calle 16-carrera 31.
10. Los juglares. Carrera 4-Hurtado.

### Otros monumentos
- La Revolución en Marcha. Conjunto escultórico de Rodrigo Arenas, en homenaje al programa de gobierno del presidente Alfonso López Pumarejo.
- Los poporos. Conjunto escultórico que se encuentra en la intersección de la calle 11 con carrera 19C. Obra de Jorge Maestre en homenaje a las etnias indígenas de la Sierra Nevada de Santa Marta.
- Monumento al El cacique Upar. Estatua ubicada en el bulevar de la carrera 18D con calle 44.
- La sirena. Escultura localizada en la ribera norte del río Guatapurí, balneario de Hurtado. Es uno de los símbolos de Valledupar.
- Mirador del Santo Ecce Homo. ubicado en el cerro Las Antenas.
- Homenaje a Leandro Díaz. Intersescción de las carreras 12 y 9.

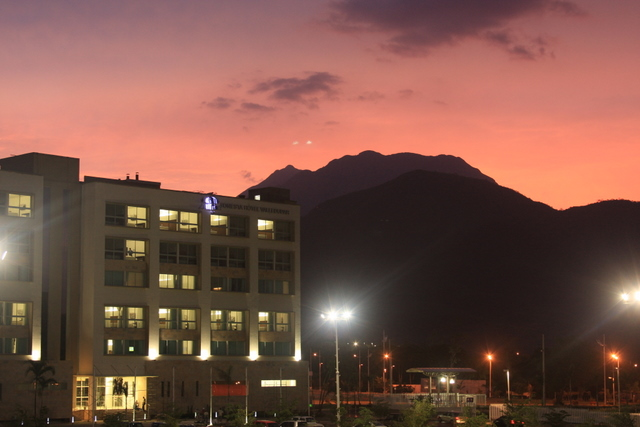
Vista del norte de Valledupar.

Según el Plan de Ordenamiento Territorial de 1999, a partir de esa fecha la edificación más alta que se construya en la capital del Cesar no debe sobrepasar los nueve pisos, y más aún, solo en algunos sectores denominados "Área de actividades especiales comercial". Es por ello que algunos inversionistas que han intentado construir en la ciudad han reversado sus proyectos.
A través de los últimos setenta y dos años, el pueblo de 3 200 habitantes que era Valledupar en 1938, pasó a alojar una población de 338.000, lo que significa que desde entonces la población se multiplicó por más de cien veces, cifra no alcanzada por ninguna otra ciudad colombiana durante el siglo XX.
Al iniciar el siglo XX, la ciudad ya contaba con una historia de 350 años desde su fundación por parte del capitán Hernando de Santana; sin embargo, estuvo siempre limitada por sus condiciones de aislamiento.

### 1900 – 1940
En este período la población urbana de la ciudad se mantiene constante sin una varianza considerable, durante 40 años la cifra poblacional solo se ve incrementada por unas 100 personas.  En este período que comprende la guerra de los mil días y la Segunda Guerra Mundial, Valledupar es un pequeño pueblo del Magdalena, apartado, sin vías de comunicación importantes y con pocas proyecciones.

### 1940 – 1973
En este lapso, la ciudad se convierte en un polo de atracción para gentes provenientes del interior del País debido a que las baldías tierras de la Provincia de Padilla se encontraban aisladas de los conflictos bélicos y la violencia generalizada del resto de Colombia.  El final de este período ve cómo se consolida la capitalidad del recién creado Departamento del Cesar lo que permite a la nueva dirigencia regional el manejo político y administrativo del departamento, lo que a su vez permitió acercar más la acción del estado y acceder a nuevos recursos. Ya en el 1973, la población urbana es de 98.669 habitantes, y es justo en este período que la población crece con mayor ritmo.  Ya en esta etapa la ciudad ha cambiado la estructura de servicios y el aparato financiero está volcado hacia el sector agrícola y los excedentes generados por el cultivo de algodón se invierten en forma considerable en la construcción. El acelerado crecimiento generó una mayor demanda de servicios públicos y está se ve abocada a ampliar su capacidad para la prestación de servicios”.  Para estos años, El servicio de energía se prestó en la zona mediante pequeñas instalaciones diésel – eléctricas locales, que operaban en condiciones precarias, las cuales día tras día perdían potencia y poco a poco la ciudad se quedaba a oscuras siendo común la iluminación muy débil en las viviendas en horas nocturnas. Las redes de alcantarillados eran generalmente insuficientes y en las zonas urbanas se utilizaban frecuentemente letrinas improvisadas y anti – higiénicas.
En 1960 era tal la presión por la vivienda que se organiza la primera toma de tierras en la ciudad, se crea el barrio Primero de mayo en los terrenos de la granja agropecuaria. Se rompe, de esta manera, la forma compacta de la ciudad, crecimiento formal se dirige hacia el oriente de la ciudad por estratos de más ingresos y población procedente de los municipios y corregimientos más cercanos. Hacia el sur se ubican las colonias de inmigrantes de otras regiones del país, como es el caso del barrio del Carmen cuyos moradores fueron en sus inicios todos procedentes del municipio homónimo de Norte de Santander, que es verificable por los rasgos físicos y las costumbres de sus habitantes que aún hoy se nota.  En esta etapa Valledupar se conecta con el resto del país siendo fundamental la apertura de la troncal de oriente que la unió con los Santanderes, Tunja y Bogotá, la apertura de la Carretera a Fundación y por consiguiente el acceso al tren que comunicaba con Santa Marta y por ferry con Barranquilla, sacó a la ciudad del aislamiento culminando con la vía a La Guajira comunicando a la ciudad con la hoy República Bolivariana de Venezuela, la inauguración del Aeropuerto Alfonso López Pumarejo en 1952 y la creación de la aerolínea cesarense TAC (Transporte Aéreo del Cesar), agilizó las comunicaciones con las principales ciudades de Colombia.

### 1973-2000
En este período, Valledupar, dada su condición de nueva capital departamental, se beneficia por presentar desde 1973 un crecimiento relativamente planificado, la estructura compacta y muy densa de 1960, cambia completamente para finales de la década de los 70. Es cuando se planea el crecimiento urbano articulado y extenso, se trazan las principales arterias viales que en la actualidad caracterizan a la ciudad por su amplitud y sus zonas verdes inspiradas por el maestro Carrerá a manera de grandes diagonales y la implementación de glorietas como distribuidores de tráfico (María Mulata, Los Gallos, Los Músicos, El Indio, Obelisco, La Chichamaya, El Pedazo de Acordeón).  Los servicios públicos se optimizan con la creación de la Empresa de Servicios Públicos de Valledupar, tradicionalmente prestadora de uno de los mejores servicios de acueducto del país, y la interconexión al sistema eléctrico nacional. El terminal de transporte (1985), el mercado nuevo (1984) y el estadio Chemesquemena (1975), fueron obras civiles de gran impacto para la ciudad.
La zona centro-oriente constituye el núcleo primitivo y actualmente conforma el centro comercial y de servicios, siendo la calle 16 su eje central.

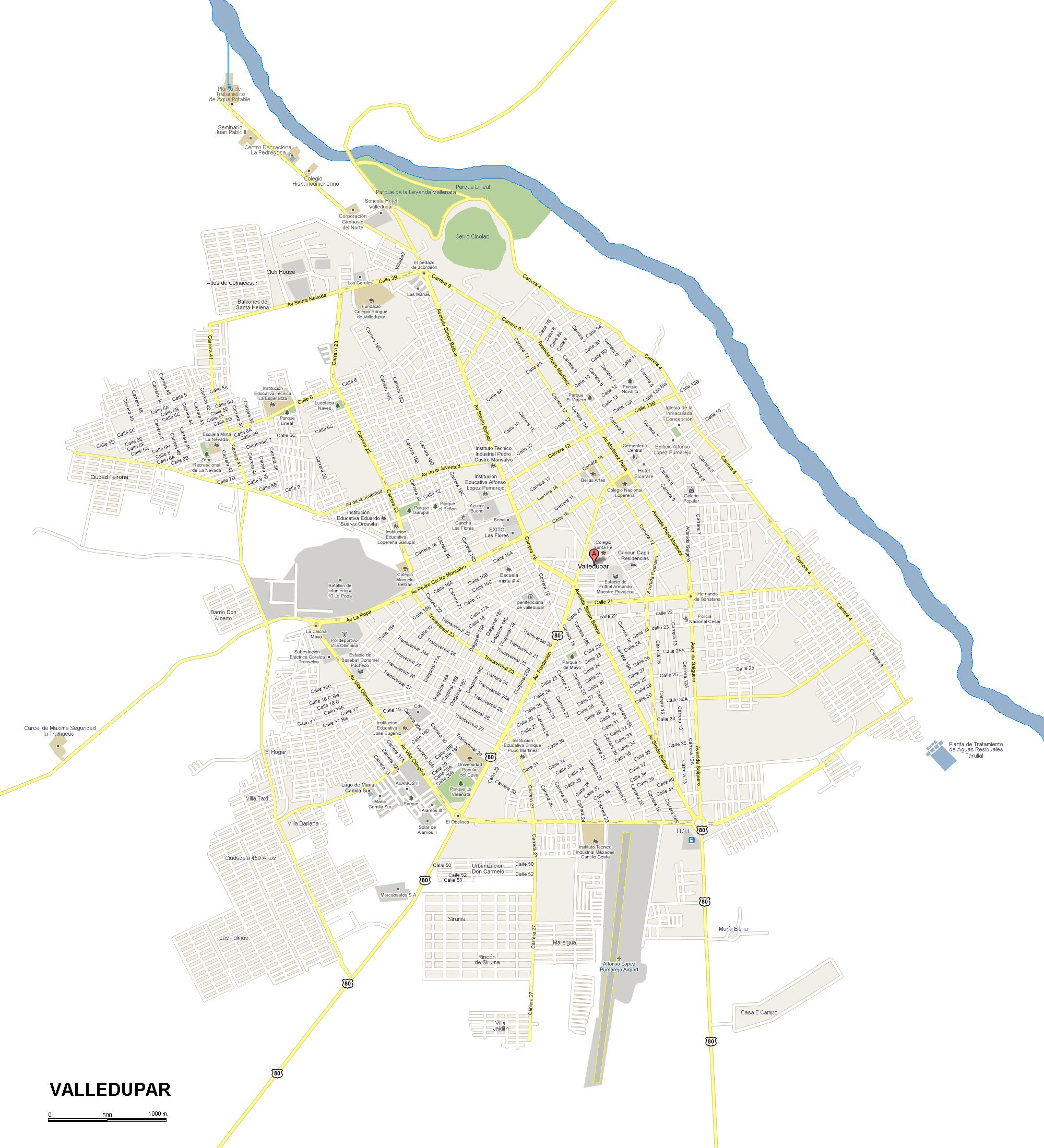
Plano de Valledupar.

Los sectores residenciales de los estratos 1 y 2 se localizan al sur y sur-occidente, los estratos 3 y 4 en la zona media, el extremo sur y el noroccidente; y los estratos 5 y 6 al norte y nororiente.
Actualmente se encuentra en proceso de desarrollo el sector suroccidental, debido al funcionamiento del campus universitario de la Universidad Popular del Cesar desde 1998; el eje vial de esta zona lo constituye la diagonal 21 o avenida Fundación.

### SigloXXI
El final del siglo XX se caracterizó por una profunda crisis económica a nivel nacional y especialmente por la agudización de la violencia por las confrontaciones entre las fuerzas militares oficiales, la guerrilla y los paramilitares además de las secuelas del narcotráfico a gran escala; lo anterior en ciudades medianas como era el caso de Valledupar se vio reflejada en el abandono de las actividades agropecuarias y el desplazamiento forzado de los campesinos a los centros urbanos. A nivel urbano, se destaca en inicios del nuevo milenio la existencia de un buen número de invasiones como las denominadas Cinco de Enero, Divino Niño y La Nevada, lugares en los que se asentó principalmente la población desplazada llegada a la ciudad. Durante los primeros años del nuevo siglo, Valledupar ve cómo el fructífero negocio del cultivo de algodón declina, la ganadería retrocede en explotaciones igualmente la agricultura, palpándose una verdadera crisis económica, elevadas tasas de desempleo y aumento de la violencia y los conflictos urbanos. Sin embargo, la estructura económica del departamento del Cesar cambia hacia la minería al ocupar el primer puesto en producción y exportación nacional de carbón, superando por primera vez a la Guajira, y debido a la efectividad de algunos programas gubernamentales que desembocaron en el aumento de la productividad, Valledupar mostró los primeros síntomas de recuperación económica justo a mediados de esta década; finalizando la misma con un nuevo repunte en el sector de la construcción, con una nueva expansión de la mancha urbana hacia el noroccidente, sobresaliendo como una novedad en Valledupar la proliferación de unidades habitacionales cerradas constituidas por viviendas unifamiliares, y algunos edificios de apartamentos, clínicas, y hoteles; modificando en parte la tradicional panorámica extensa y de planta baja.

### Nomenclatura
La ciudad posee el tipo de nomenclatura numérica al igual que casi la totalidad de las ciudades colombianas; las calles se numeran de norte a sur, sin embargo las calles más al norte de la calle Primera (avenida de Sierra Nevada), se numeran de sur a norte con el prefijo Norte o N, y las carreras de oriente a occidente. Las diagonales van de noroccidente a suroriente y las transversales de nororiente a suroccidente.

## Organización político-administrativa
Valledupar es la capital del departamento del Cesar.

### Comunas

Comunas de Valledupar

Su Cabecera municipal está dividido en 6 comunas (Conformadas por aproximadamente 210 barrios):
- Comuna 1
- Comuna 2
- Comuna 3
- Comuna 4
- Comuna 5
- Comuna 6

Además, en su periferia se encuentra el centro poblado: Las Casitas.

### Corregimientos
Valledupar  tiene constituido los siguientes corregimientos:

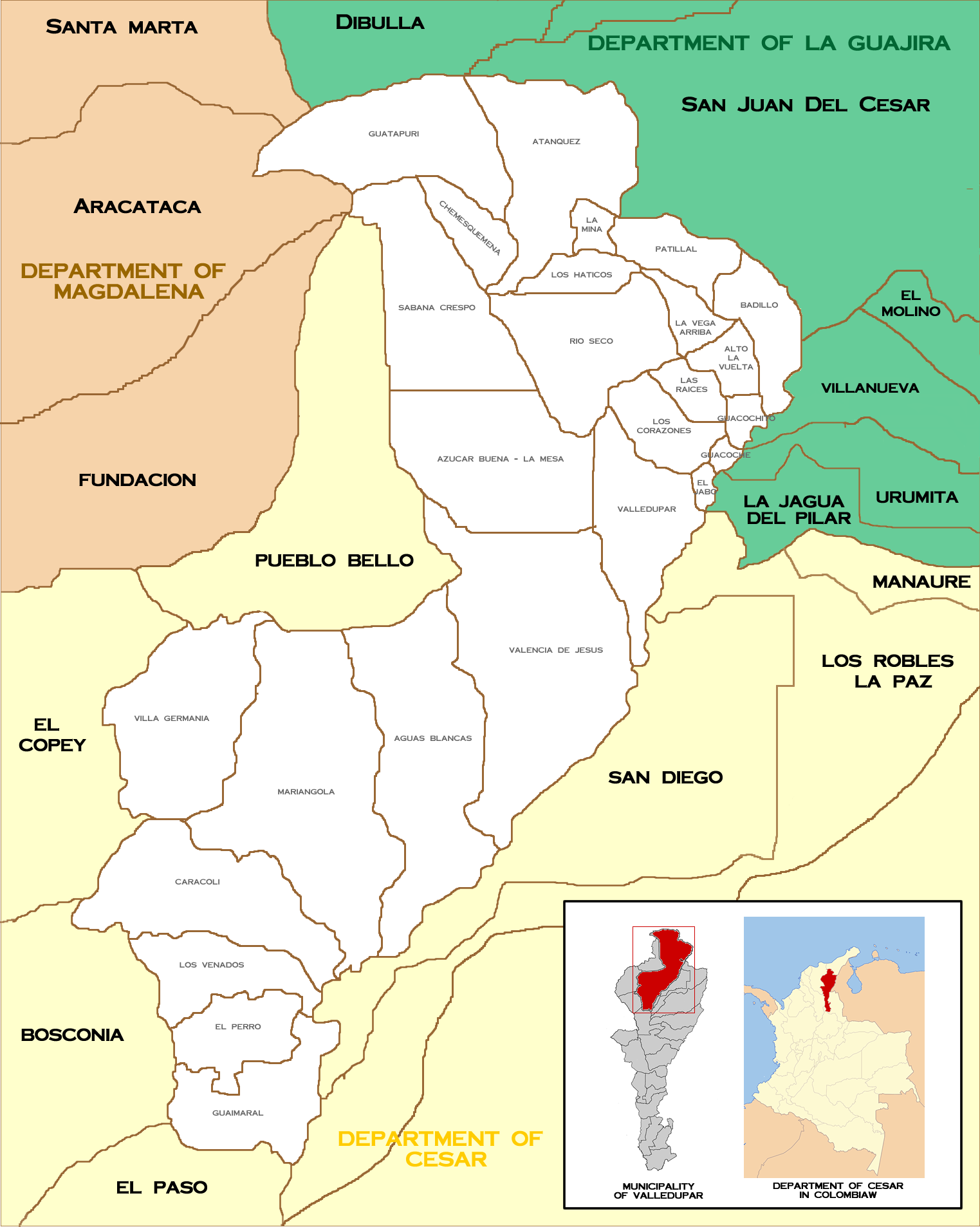
Corregimientos de Valledupar.

| Corregimiento  | Centros Poblados                      | Veredas |
| Atánquez       | - Atánquez - El Mojao - Pontón        | |
| Guacoche       | - Guacoche                            | |
| La Mina        | - La Mina - Ramalito - Rancho de Goya | |
| La Vega Arriba | - La Vega Arriba                      | * No posee veredas |
| Los Corazones  | - Los Corazones                       | * No posee veredas |
| Mariangola     | - Mariangola                          | El Diluvio, Montecristo, El Oasis, La Gran Vía, La Reserva, Las Gallinetas, El Descanso, El Cerro de la V, El Diamante, Sicarare, Las Mariposas, Las Nubes, El Mono, Los Ajingibles, Los Clavos, Los Alpes, Las Palmas I, Las Palmas II, Nuevo Mundo, Sierra Mariangola, Trocha de Angostura, Villa Rosa, Villa Real. |
| Patillal       | - Patillal                            | Guáimaro, La Firma, Villa Rueda. |
| Río Seco       | - Río Seco                            | Murillo. |

Centros poblados y veredas sin Jal:
|               |                      | Centros Poblados                       | Veredas |
| Norte         | Chemesquemena        | - Chemesquemena                        | El Poder, La Macana, Yosagaca, San Pablo, La Montaña. |
| Norte         | Guatapurí            | - Guatapurí - Maruamake                | San José, Surivaca, Avingue, Sarachui, Kuriba, Cangrejal, El Soco, Kaminticua, Santa Marta, El Mecedor, Pueblo Hernández, Chenduncua.                                                               |
| Norte         | Los Haticos          | - Haticos II - Los Haticos             | Haticos Chindo, Haticos López, Haticos Pastrana, Sevilla. |
| Nororiental   | Badillo              | - Badillo                              | * No posee veredas |
| Nororiental   | Guacochito           | - Guacochito                           | * No posee veredas |
| Nororiental   | El Alto de La Vuelta | - El Alto de La Vuelta                 | * No posee veredas |
| Nororiental   | El Jabo              | - El Jabo                              | * No posee veredas |
| Nororiental   | Las Raíces           | - Raíces                               | * No posee veredas |
| Noroccidental | Azúcar Buena         | - La Mesa                              | Las Mercedes, Los Laureles, La Colombia, El Mamón, La Montañita, La Cuba Putumayo, Tierras Nuevas, Los Ceibotes, Los Cominos de Tamacal, Sabanitas, El Palmar, La Montaña.                          |
| Noroccidental | Sabana Crespo        | - Sabana de Crespo                     | Peñimike, Sabana de Jordán, Timaka, El Jordán, Izrua, Yugaka, La Estrella, Virua, Donachui, Seinimi, Sogrone, Los Laureles.                                                                         |
| Suroriental   | Valencia de Jesús    | - Los Calabazos - Valencia de Jesús    | Nuevo Mundo, El Callao, El Cercao. |
| Suroriental   | Aguas Blancas        | - Aguas Blancas                        | La Sierrita, La Sierra, Nueva Idea, El Túnel, El Silencio, Casa Blanca, Capital, La Macuira, La Guitarra.                                                                                           |
| Suroccidental | Villa Germania       | - Villa Germania                       | Montecristo Abajo, Santa Tirsa, San Martín Abajo, Monte de Oro, Oceanía, Marquetalia, Las Mercedes, Los Palmitos, San Jorge, Canta Rana, Tierras Nuevas, Las Mercedes, San Martín Arriba, El Oasis. |
| Sur           | Caracolí             | - Camperucho - Caracolí - Las Mercedes | La Sierrita, El Mangón, Campo Alegre, Buenos Aires, Las Cumbres, Praderas de Camperucho, Nueva Lucha.                                                                                               |
| Sur           | El Perro             | - El Perro                             | * No posee veredas |
| Sur           | Guaymaral            | - Guaymaral                            | El Morrocollo, Garupal, Carrera Larga, La Feria, Contrabando, El Rosario, Nuevo Rumbo, El Bálsamo, Playón de Goya.                                                                                  |
| Sur           | Los Venados          | - Los Venados                          | Sabanita, Pacho López, Chimilaima, La Luna. |

### Área metropolitana de Valledupar
El área metropolitana de Valledupar es la conurbación que tiene como núcleo a Valledupar; sus otros miembros son Agustín Codazzi, La Paz, Manaure Balcón del Cesar, San Diego. Fue creada mediante escritura pública 2709 del 17 de diciembre del año 2002 y posee una población total estimada por el DANE en 2023 de 691.266 habitantes.
| Valledupar               | 4.493 | 559.462 |  |
| Agustín Codazzi          | 1.978 | 67.879  |  |
| La Paz                   | 684   | 31.069  |  |
| San Diego                | 422   | 21.484  |  |
| Manaure Balcón del Cesar | 126   | 11.372  |  |
| Total                    | 8.268 | 691.266 |  |
| DANE 2018                |       |         |  |

## Demografía

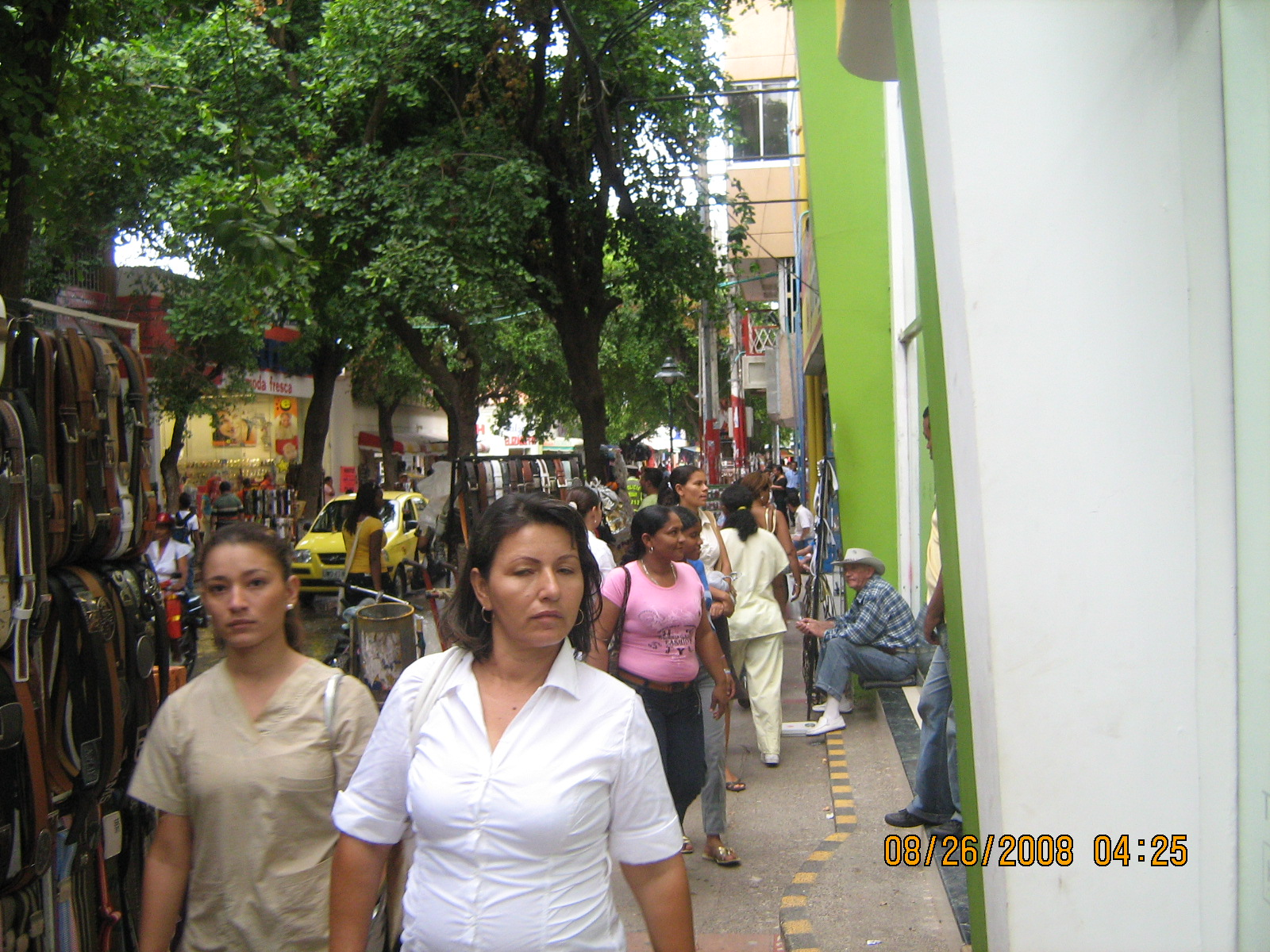
Habitantes de Valledupar.

En 2013, el municipio de Valledupar tiene una población, según proyecciones oficiales del DANE, de 433 242 habitantes, de los cuales 368 674 viven en el casco urbano, el resto, unos 64 327 se reparten entre los 25 corregimientos que conforman el Municipio. El crecimiento demográfico ha sido explosivo desde mediados del siglo XX, con máximas tasas de crecimiento en las décadas de 1960 y 1970; en la actualidad aunque las tasas de crecimiento demográfico han ido disminuyendo todavía la población continúa creciendo de forma rápida, debido a la inmigración que supone un aumento de la población urbana en detrimento de la rural.
Evolución demográfica de la zona urbana del Municipio de Valledupar 1905-2016
Del total de la población, el 52,1% son mujeres, el 12,2% se autodenomina raizal, negro, palenquero, mulato o afroamericano. El 88,3% de los mayores de 5 años sabe leer y escribir, la tasa de escolaridad entre los 5 y 18 años de edad es del 80%. El 61,8% es bachiller, el 19,4% estudió alguna carrera ya sea normalista, técnica, tecnológica o profesional. La población de Valledupar crece a una tasa anual del 1,32%, una de las más altas a nivel nacional.

## Economía

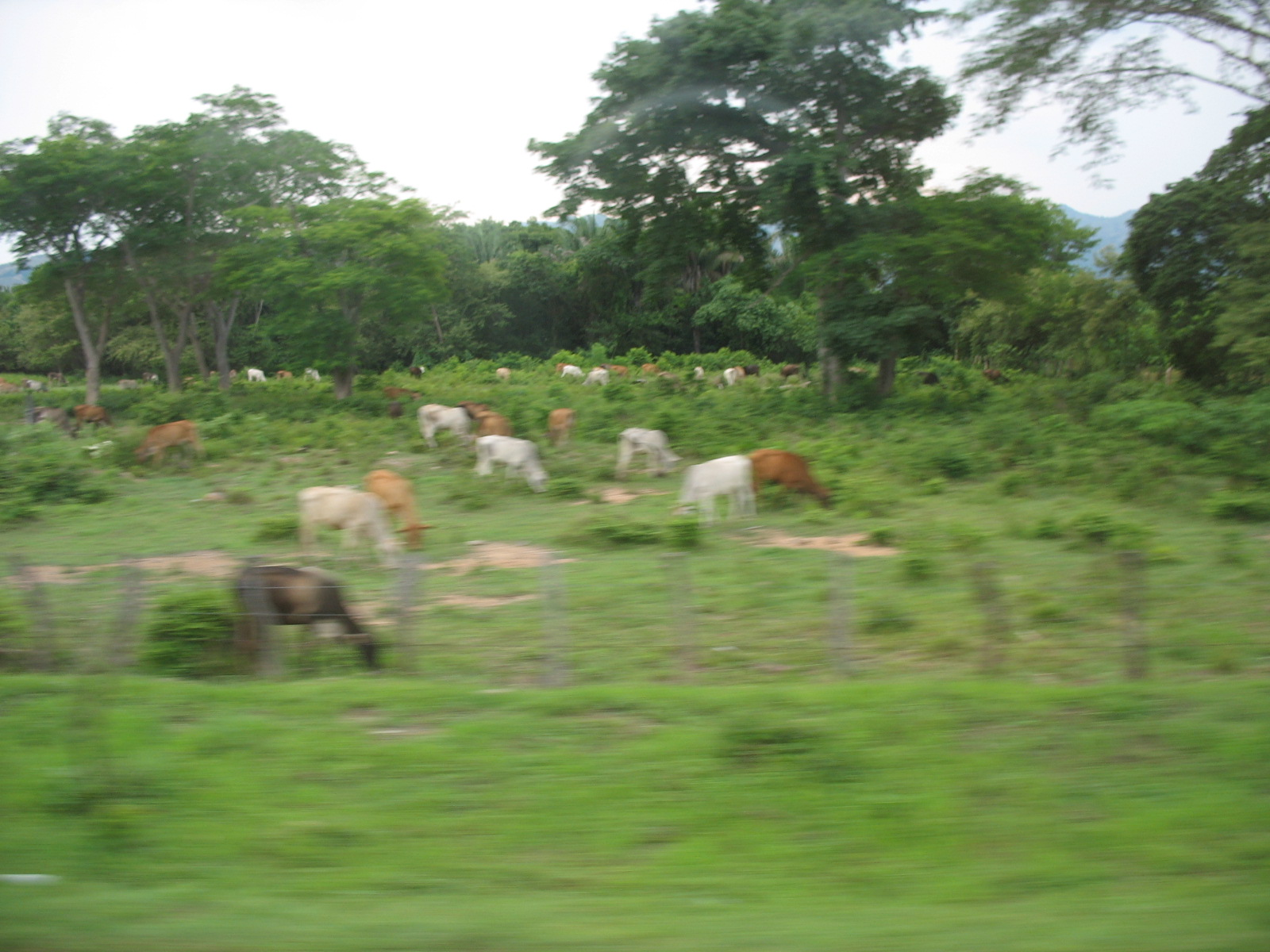
Hatos ganaderos de la región de Valledupar.

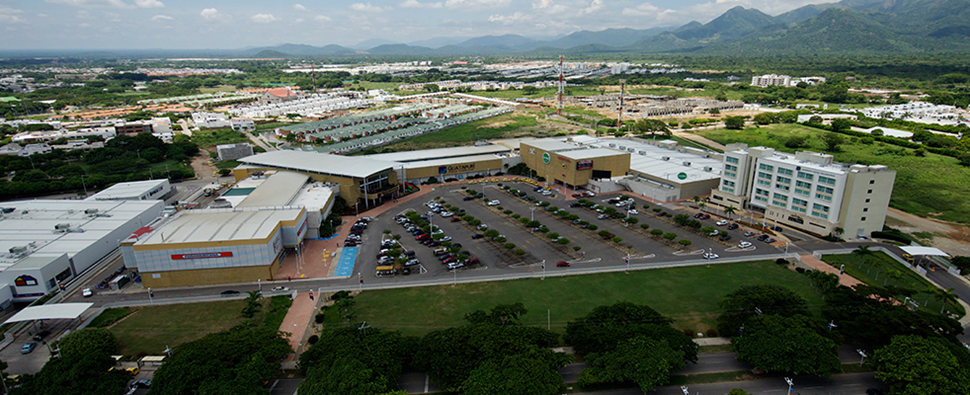
Vista aérea del centro comercial Guatapuri.

Actualmente, Valledupar empieza a diversificar su economía abriendo nuevas perspectivas distintas a la tradicional vocación agropecuaria de gran validez histórica. Desde la creación del departamento del Cesar y la designación de la ciudad como su capital, el desarrollo económico de la nueva ciudad creció hasta alcanzar niveles nunca más alcanzados, que en materia agropecuaria logró consolidarse como el primer productor nacional de algodón y la segunda cabaña bovina más grande del país después de Córdoba; trayendo consigo nuevas inversiones y un bienestar realmente palpable. Hacia mediados de los años 90, la ciudad al igual que el resto del país se sume en una profunda crisis económica que a pesar de grandes dificultades y falencias administrativas se logra superar sino completamente en gran parte.  La caída del negocio del algodón, la violencia generalizada y la llegada a la ciudad de gran número de desplazados forzaron que la ciudad empezara a abrir nuevos horizontes en materia de sustento no sin gran dificultad.
Sector terciario
El aumento demográfico experimentado en Valledupar trajo consigo nuevas necesidades de servicios que en la actualidad ha provocado la instalación de una creciente lista de empresas dedicadas a prestar servicios de salud, telecomunicaciones bancarios y al desarrollo del comercio como actividad generadora de ingresos. En la actualidad y teniendo en cuenta solo el ámbito urbano de la ciudad, las fuentes de empleo radican casi exclusivamente en este sector de la economía, pues la industria no despega aún y la agricultura si bien genera ingresos globales en cifras departamentales no genera empleo para la fuerza laboral de la ciudad estimada en 200.000 personas.
Construcción
En los últimos diez años, con el crecimiento poblacional y de la ciudad, se han consolidado varias empresas en el ramo de la construcción. Las más importantes son las siguientes:
- Castro de Quintero y Cia SCA: CASTRO DE QUINTERO Y CIA S.C.A. Empresa 100% vallenata creada en octubre de 1997 con el fin de desarrollar el proyecto inmobiliario más grande de Valledupar, denominado CIUDAD QUINTERO con una extensión de más de 70 hectáreas. la empresa ofrece locales comerciales para arrendar ubicados en la zona más dinámica de la ciudad, en el centro están CLEMENS, ARIGUANI y calle 15.
- Constructora Los Mayales:Constructora Los Mayales S.A, es una empresa familiar de segunda generación, creada y fundada el 14 de julio de 1994, por el arquitecto Rubén Darío Ortiz Martínez. Nace de la necesidad de crear soluciones y construir un proyecto de vivienda de interés social llamado “Urbanización Los Mayales”, conformado aproximadamente por 300 viviendas de estrato 3 y financiado por el Fondo Nacional de Ahorro, Empresa Industrial y Comercial del Estado, de carácter financiero del orden nacional, y por Davivienda, entidad bancaria nacional. En el año 2002 se convierte en sociedad anónima.
- MS Construcciones: MS Construcciones S.A. es una empresa familiar, que desde el 14 de agosto de 1996, trabaja en el diseño urbanístico y construcción en un extenso predio en el municipio de Valledupar.
- Orbe S.A:

Agroindustria

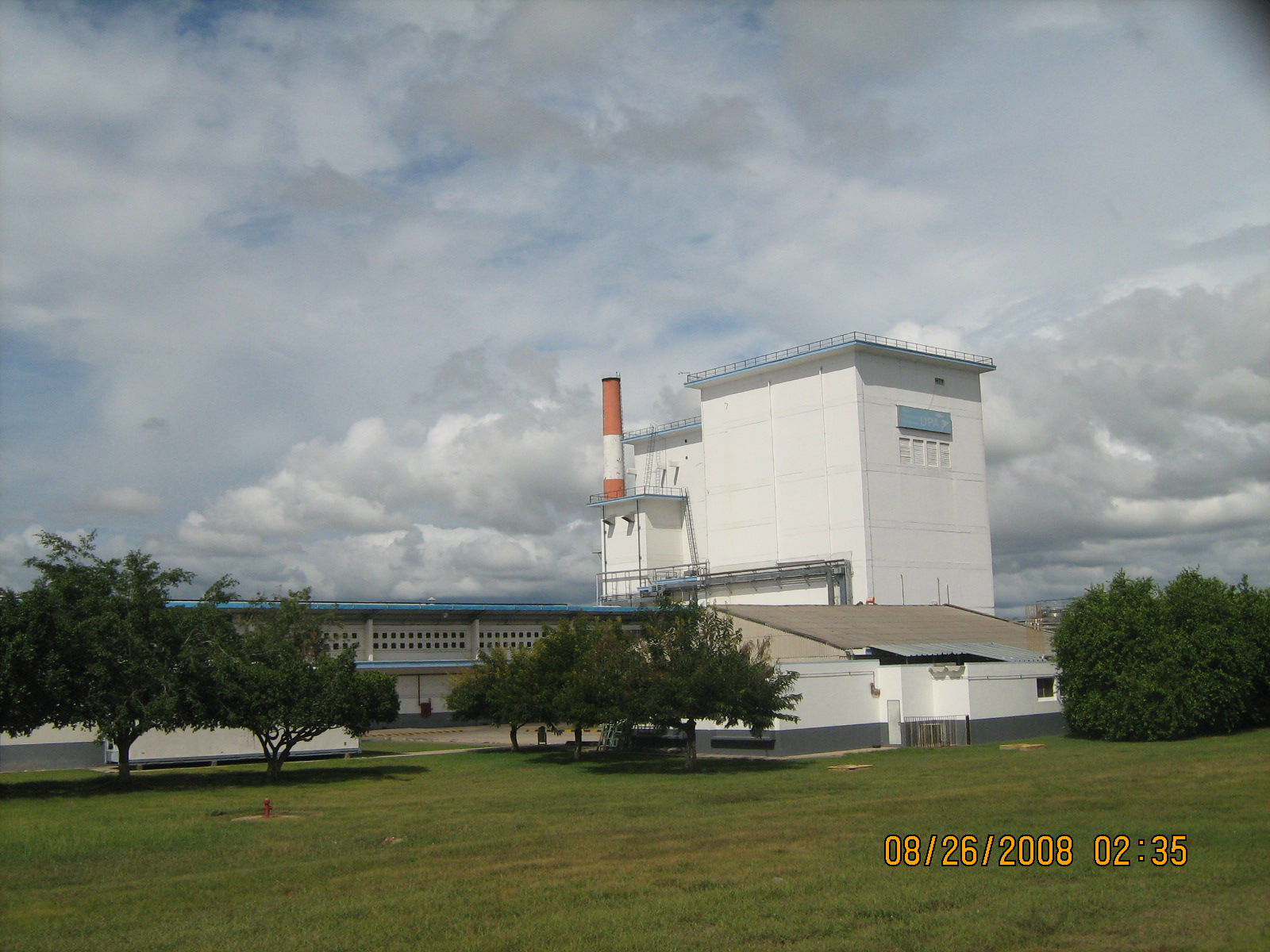
Fábrica de lácteos.

Valledupar al igual que los demás municipios del departamento, buscan el desarrollo principalmente en proyectos agroindustriales. Es importante el sector lácteo -uno de los más desarrollados de la región- con una producción mayor al millón de litros de leche producidos diarios, de la cual se destacan las multinacionales Nestle y Fonterra.
La economía municipal gira alrededor del sector ganadero. La ganadería es de tipo extensivo. La ganadería del Cesar es resultado del cruce de tipos criollos con el cebú. La región es productora de carne y de leche. Otros productos agrícolas importantes son el algodón y el arroz.
El cultivo de variedades especiales de café en la Sierra Nevada y de la Serranía del Perijá, han tomado un auge importante, principalmente en la producción de las comunidades indígenas y con el apoyo de entidades y organizaciones no gubernamentales.

## Turismo

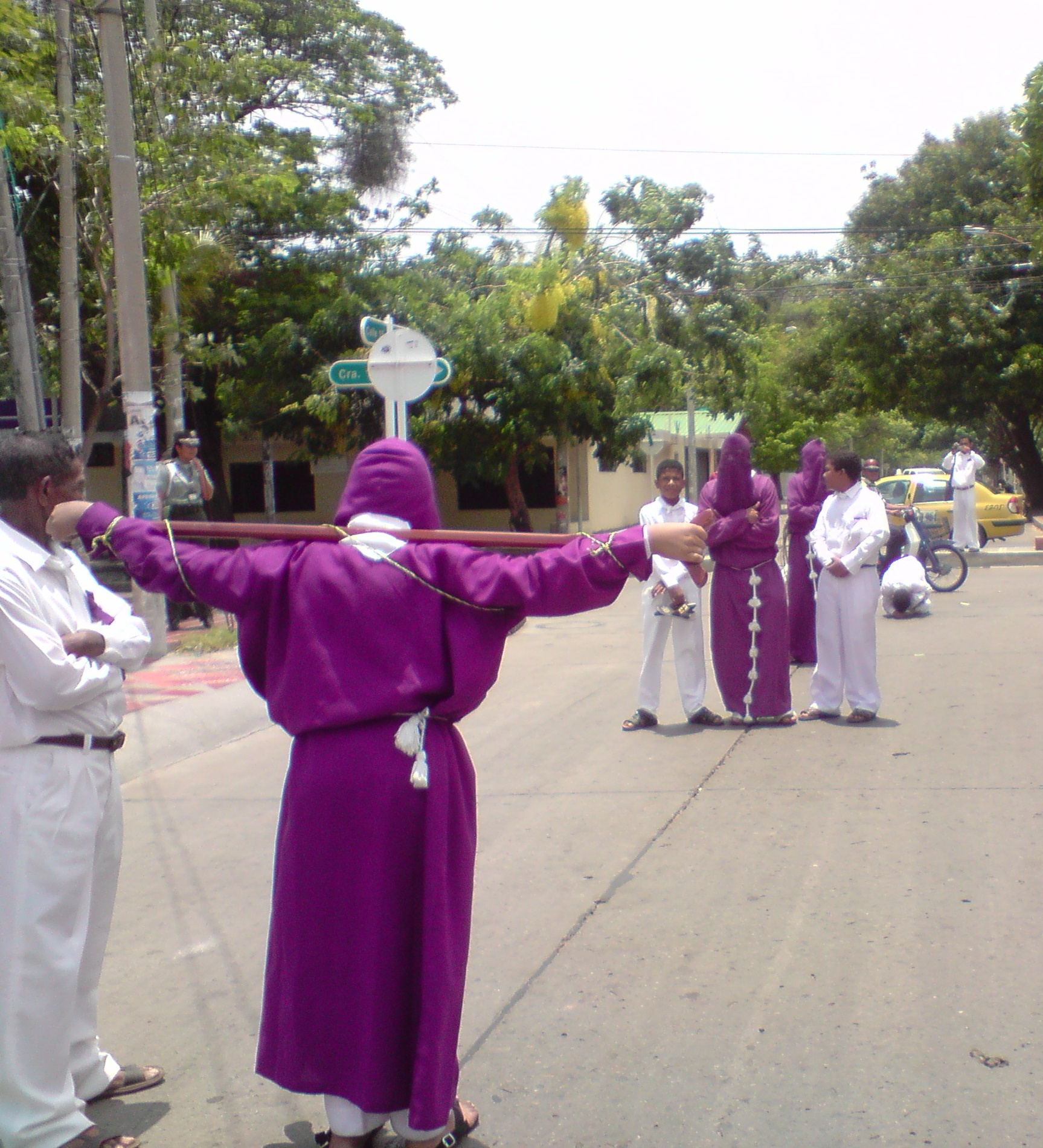
Flagelantes durante la Semana Santa.

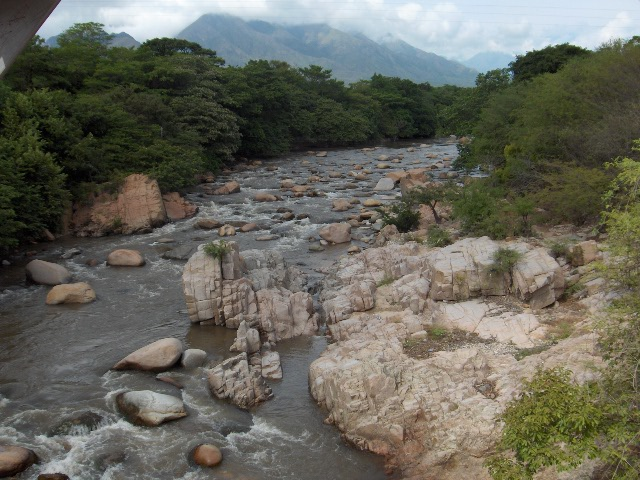
Río Badillo, balneario "La Mina", a 40 km de Valledupar.

Valledupar es el epicentro del vallenato, lo cual la hace un lugar clave para conocer todo lo relacionado con las tradiciones de los pueblos vallenatos. Adicional a esto, en Valledupar confluyen ocho comunidades indígenas de la Sierra Nevada de Santa Marta y la serranía del Perijá. Atractivos turísticos:
- Centro histórico de Valledupar: antiguas construcciones coloniales que datan del siglo XVI, alrededores de la Alfonso López, y las iglesias de la Concepción (guarda la efigie de Santo Ecce Homo, patrono de Valledupar) y del Rosario (catedral de Valledupar).
- El balneario de Hurtado en el río Guatapurí, con el puente de Hurtado, la Sirena y el parque Lineal, donde se encuentra el Pueblito Vallenato, donde se pueden conocer las costumbres ancestrales de la región.
- Balneario La Mina, piscina natural que se forma en el río Badillo, a 40 km sobre la carretera que conduce al corregimiento de Atánquez.
- El centro recreativo La Pedregosa.
- El Museo Arqueológico.
- Museo del Acordeón "Beto Murgas", casa del compositor convertida en museo en torno al acordeón diatónico.
- El máximo atractivo turístico de la ciudad es el Festival de la Leyenda Vallenata, celebrado todos los años a fines de abril en el parque de la Leyenda Vallenata Consuelo Araújo Noguera.
- Otra fecha para visitar la ciudad es durante Semana Santa, durante la cual se llevan a cabo procesiones como la de Santo Eccehomo, los flagelantes y Jesús Nazareno entre celebradas principalmente en la parroquia de la Inmaculada Concepción. También se realiza la feria del dulce, donde se encuentran de toda clase de dulces como de coco, de leche, papaya, entre otros.
- En los alrededores de la ciudad se encuentran poblaciones indígenas de interés cultural como Nabusímaque.
- La Feria Ganadera de Valledupar, realizada anualmente en el segundo semestre. Es un mercado abierto en el que los ganaderos de la región exponen lo mejor de la ganadería vacuna y equina, así como una amplia selección de productos agrícolas. Se ofrecen también artesanías y agrupaciones musicales.

## Infraestructura

### Transporte y Comunicaciones
Infraestructura vial
La malla vial de Valledupar se estructura como un hexágono cuyo centro lo constituye la glorieta de La Ceiba o Los Músicos. Se ingresa a la ciudad por tres carreteras nacionales: al suroccidente, desde Barranquilla se entra a la ciudad a través de la avenida Fundación; por el sur, se ingresa por la carretera La Paz - Valledupar; al norte se encuentra la vía nacional que comunica con San Juan del Cesar a través del corregimiento de Badillo. Otras vías de doble calzada y cuatro carriles son la Circunvalar de Oriente, las carreras: 9.ª, 11, 12, Pastrana, 23, 31 y 41 y, otras calles doble calzada con cuatro carriles son la 14, 16, 16A, 16B, 22C, 21, 25, 44 y 65 (entrada al aeropuerto Alfonso López) y la avenida Sierra Nevada (calle Primera). Además, se conecta con la Ruta del Sol III después de pasar los Corregimientos Valencia de Jesús y Mariangola al llegar al Municipio Bosconia hasta El Carmen de Bolívar. 
Transporte urbano
En Valledupar operan tres empresas de transporte urbano: Cootranscolcer, Cootra Upar y Transcacique, estas empresas son de tipo cooperativa e intercomunican los diferentes barrios de la ciudad en especial hacia el Centro donde se desarrollan las actividades administrativas, financieras y comerciales de la ciudad.  Estas empresas en 2004 entraron en una profunda crisis que según voceros de las cooperativas obedeció al fenómeno del Mototaxismo como sistema de transporte ilegal, por lo cual en 2012 se iniciaron las obras de adecuación urbana para la implementación del Sistema Integrado de Transporte de valledupar, SIVA el cual nace de la necesidad de dotar a las Ciudades intermedias de Colombia de sistemas de transporte masivo. Funciona en la actualidad una empresa llamada TRANSVALLE con autobuses de última tecnología y dotaddos de climatización , que agrupa las cooperativas anteriormente mencionadas. La ciudad cuenta además con una importante flota de taxis urbanos.
Transporte intermunicipal
Valledupar está servida por empresas que cubren rutas permanentes especialmente a La Guajira, Aguachica, la zona minera y el resto del departamento.
Transporte terrestre interdepartamental

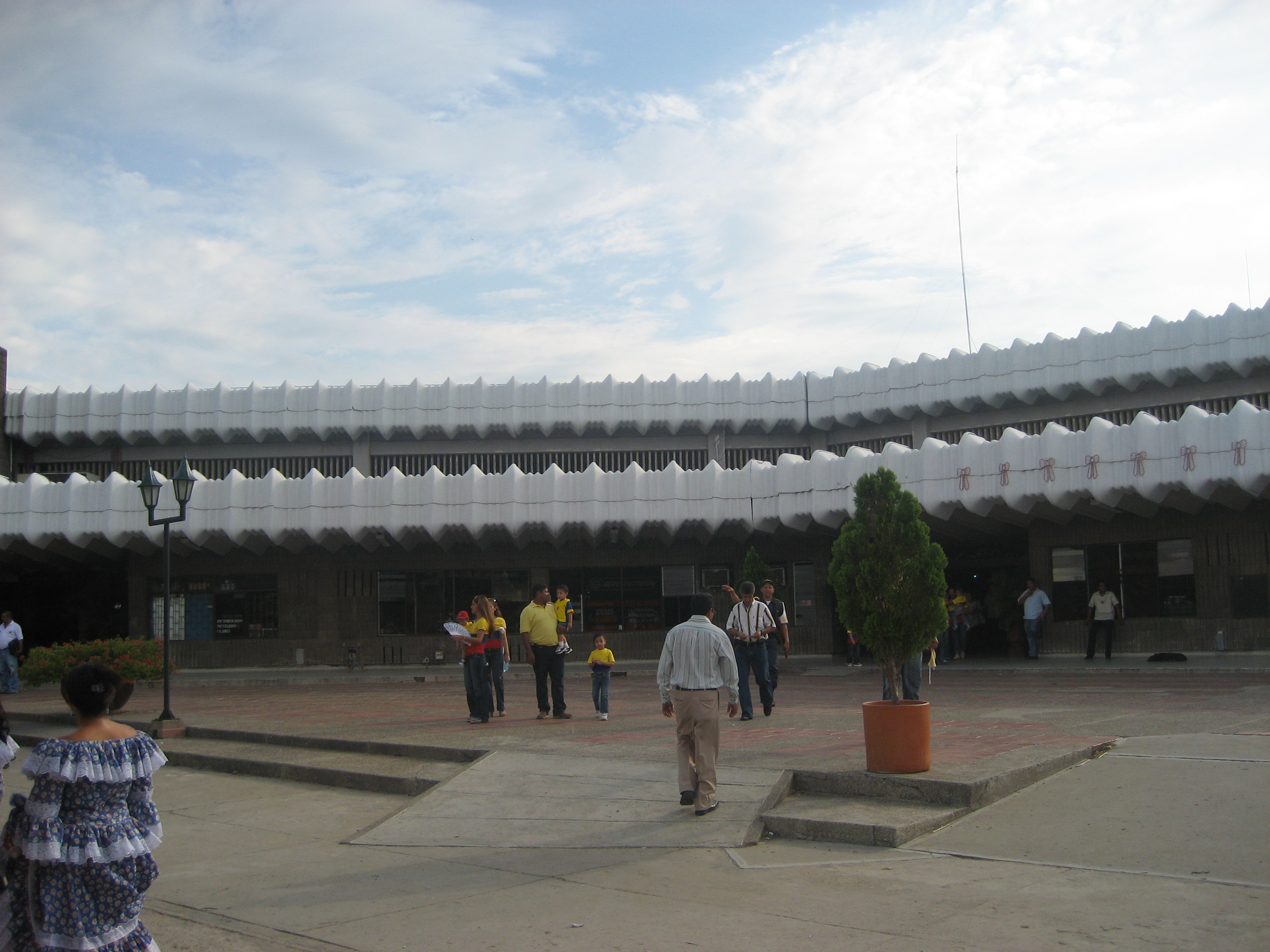
Terminal de transportes de Valledupar.

Operan en Valledupar las empresas de largo alcance con salidas diarias y regulares a Bogotá, Medellín, Bucaramanga, Cúcuta, Ocaña, Neiva, Cali, Barranquilla, Santa Marta, Cartagena, Riohacha, Sincelejo, Montería y las poblaciones aledañas.
Transporte terrestre internacional
Cuenta con la ruta diaria Valledupar-Maracaibo-Caracas desde el terminal de transporte.
Transporte aéreo La ciudad cuenta con el Aeropuerto Alfonso López Pumarejo, en el cual operan las aerolíneas Avianca, LAN Colombia, EasyFly y Sarpa (Colombia) con frecuencias diarias a las ciudades de Bogotá, Barranquilla y Medellín. También funciona la aerolínea tipo chárter Aviocesar que presta sus servicios a particulares con vuelos no regulares.
El aeropuerto movilizó más de 410 mil pasajeros en 2019, consolidándose como el principal terminal aéreo de los departamentos del Cesar y la Guajira.

## Medios de comunicación
Valledupar cuenta con varios medios de comunicación, tanto en la radio, la televisión, la prensa escrita y la web.

### Radio
En la radio, las principales emisoras son:
1. Maravilla Stereo, emite por 105.7 F.M. y por internet.
2. Radio Guatapurí, Es la emisora más antigua de Valledupar, con 50 años de existencia. Emite en el 740 A.M. y por internet.
3. Cacica Stereo, emisora especializada en música vallenata. Emite por 89.7 F.M. y por internet.
4. Olímpica Stereo, emisora musical que emite por el 93.7 F.M., hace parte del Grupo Radial Olímpica. También emite por internet.

### Prensa escrita
En la prensa escrita, los más importantes son:
1. El Pilón. Diario local con 18 años en el mercado. Circula de forma impresa y digital.
2. Al Día: Diario popular sensacionalista, del grupo El Heraldo. Circula de forma impresa solamente.

### Televisión
En Televisión los canales principales de la ciudad son:
1. Canal 12 de Claro. Único canal local de TV por cable. Emite así mismo por internet.
2. RTA Noticias. Emite por el canal 12 de Claro y por internet.
3. Canal CNC noticias. Emite por canales municipales por cable. Así mismo por internet.

## Equipamiento urbano

### Energía
Existe una subestación ubicada al occidente de la ciudad perteneciente a la firma Transelca que distribuye energía eléctrica al 100% de la ciudad. La energía eléctrica distribuida en la ciudad hace parte de la interconexión eléctrica nacional.

### Comunicaciones
Telefonía fija
En la actualidad funcionan en la ciudad tres empresas dedicadas a la prestación del servicio de telefonía fija; Telefónica Movistar con una capacidad instalada de 80.000 líneas con las series 560, 570,  571, 572, 573, 574, 580, 582, 583; la Empresa EDATEL con capacidad de 20.000 con las series 584, 585 y TELMEX con capacidad instalada de 20.000 líneas con las series 589 y 590. El indicativo de la ciudad es 57 (5) y los números telefónicos son de siete cifras.

### Agua potable y saneamiento
Debido a la permanente expansión urbana como respuesta al acelerado crecimiento demográfico, se trabaja en forma permanente para instalar las redes de servicios públicos, siendo constantemente modificado el denominado perímetro sanitario de la ciudad; por lo esto no se puede hablar de un 100% en la cobertura dentro de la población.  Sin embargo la ciudad goza de unos servicios públicos eficientes.
Acueducto

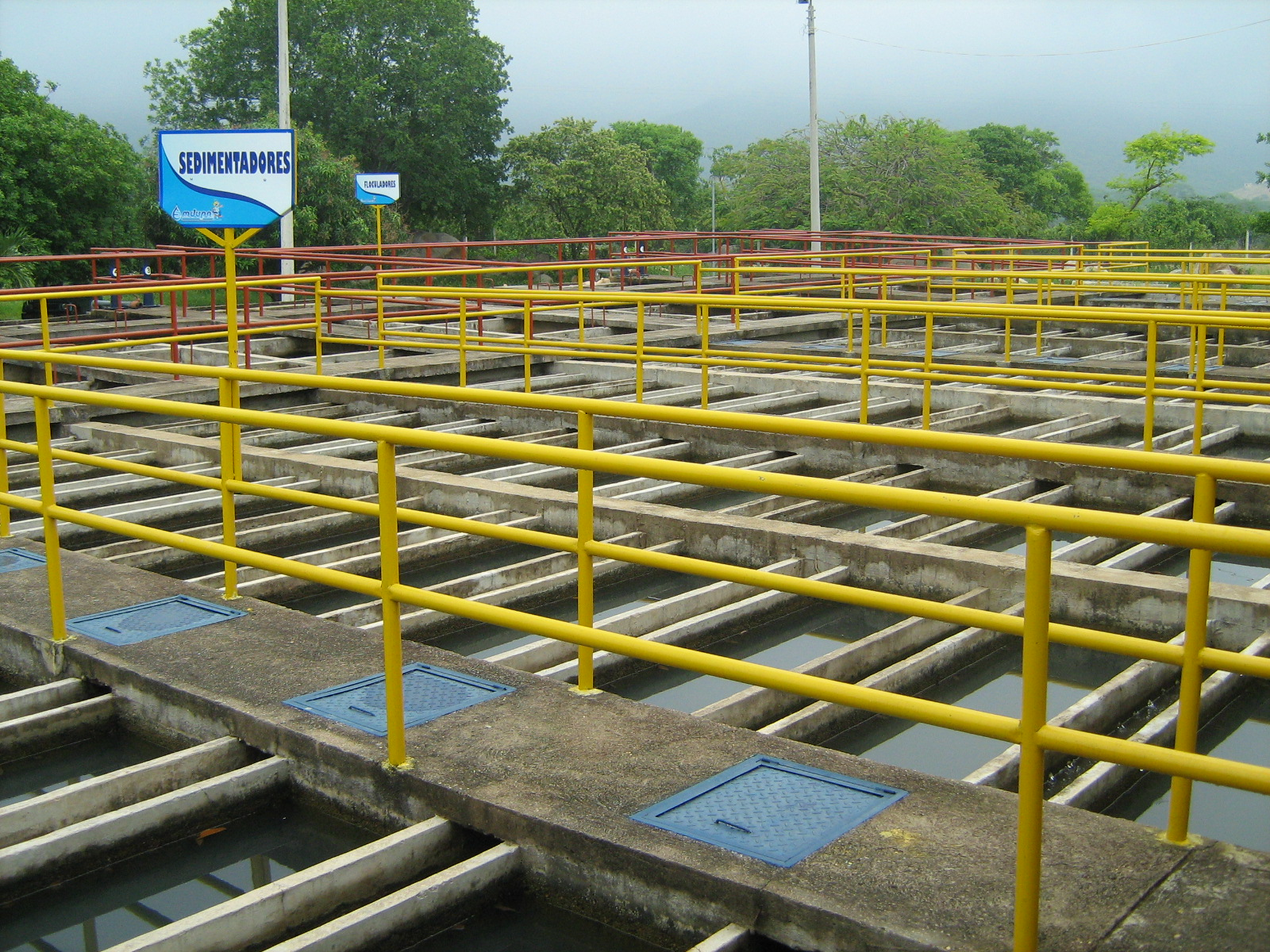
Planta de tratamiento de agua potable de Valledupar.

Valledupar es pionera a nivel de la Costa Caribe Colombiana en materia de cubrimiento y calidad del servicio de agua potable. La cobertura actual del servicio es del 99,1%, el agua es tomada del río Guatapurí y es conducida hasta un sistema de dos plantas de tratamiento de agua potable de tipo convencional: “La Guaricha” y “La Gota fría” que en conjunto tratan un caudal promedio de 2200 L/s.  El agua es distribuida mediante un eficiente sistema impulsado por gravedad y su característica principal es la calidad, que en Colombia solo está a la altura de la distribuida en ciudades como Bogotá, Medellín y Bucaramanga en las cuales no es necesario someter el agua domiciliaria a otros procesos como ebullición u ozonificación.
Alcantarillado
Valledupar posee una cobertura en alcantarillado del 98,3% cifra relativamente alta dentro del contexto colombiano. El agua residual domiciliaria es conducida mediante tuberías subterráneas hasta dos sistemas de tratamiento de aguas residuales, la primera de ellas Llamada "Tarullal", está ubicada al sur oriente de la ciudad a la altura de los Barrios Los Cocos y Amaneceres del Valle, fue construida en 1984 para atender una población inicial de 100.000 habitantes, en 1996 entró en funcionamiento el sistema de tratamiento de aguas residuales “Salguero” ubicada en el costado occidental de la carretera que comunica con el Municipio de La Paz, en estos sistemas, las aguas servidas de la ciudad reciben tratamientos primarios y secundarios que dejan el agua apta para su vertimiento en el río Cesar.
Gestión de residuos sólidos
La recolección, transporte y disposición final de los residuos sólidos está a cargo de la empresa ASEO DEL NORTE S.A. ESP. La recolección domiciliaria se efectúa mediante una flota de camiones compactadores de 16 y 25 yardas cúbicas, la empresa dispone para la ciudad barrido permanente de calles y espacios públicos mediante barredoras mecánicas y personal directamente en las calles.  Para la disposición final se cuenta con el Relleno Sanitario Los Corazones, construido y operado de manera eficiente sin poner en riesgo el medio ambiente ni la salud pública.

### Salud
Existen en la ciudad dos hospitales públicos: el Hospital Regional Rosario Pumarejo de López y el Municipal Eduardo Arredondo Daza, de cuarto y primer nivel respectivamente. Funcionan además una larga lista de empresas prestadoras de servicios de salud particulares. Valledupar cuenta también con tres bancos de sangre, una unidad renal, clínica de ojos, Liga de Lucha contra el Cáncer, Sociedad Cesarense de Cardiología, clínica de huesos y cirugía de mano, etc. Las clínicas más importantes son: Médicos Ltda, Valledupar, Del Cesar, Laura Daniela, Santa Isabel, Santa Helena del Valle y Erasmvs.

### Educación
En la ciudad se encuentran las sedes principales de la Universidad Popular del Cesar (UPC), con diversas carreras agrupadas en las facultades de Ingeniería y Tecnologías (Ambiental y Sanitaria, Agroindustrial, De Sistemas y Electrónicas), Facultad de ciencias administrativas, contables y económicas, De ciencias de la salud, de humanidades, licenciaturas, arte y folclore, Derecho entre otras, además se encuentra en construcción la Universidad Nacional de Colombia sede Caribe. Varias universidades privadas como la Universidad de Santander (UDES), Universidad Antonio Nariño, Universidad de San Martín, Universidad Santo Tomás, Fundación Universitaria del Área Andina, Universidad Nacional Abierta y a Distancia (UNAD), Escuela Superior de Administración Pública, entre otras.

## Cultura

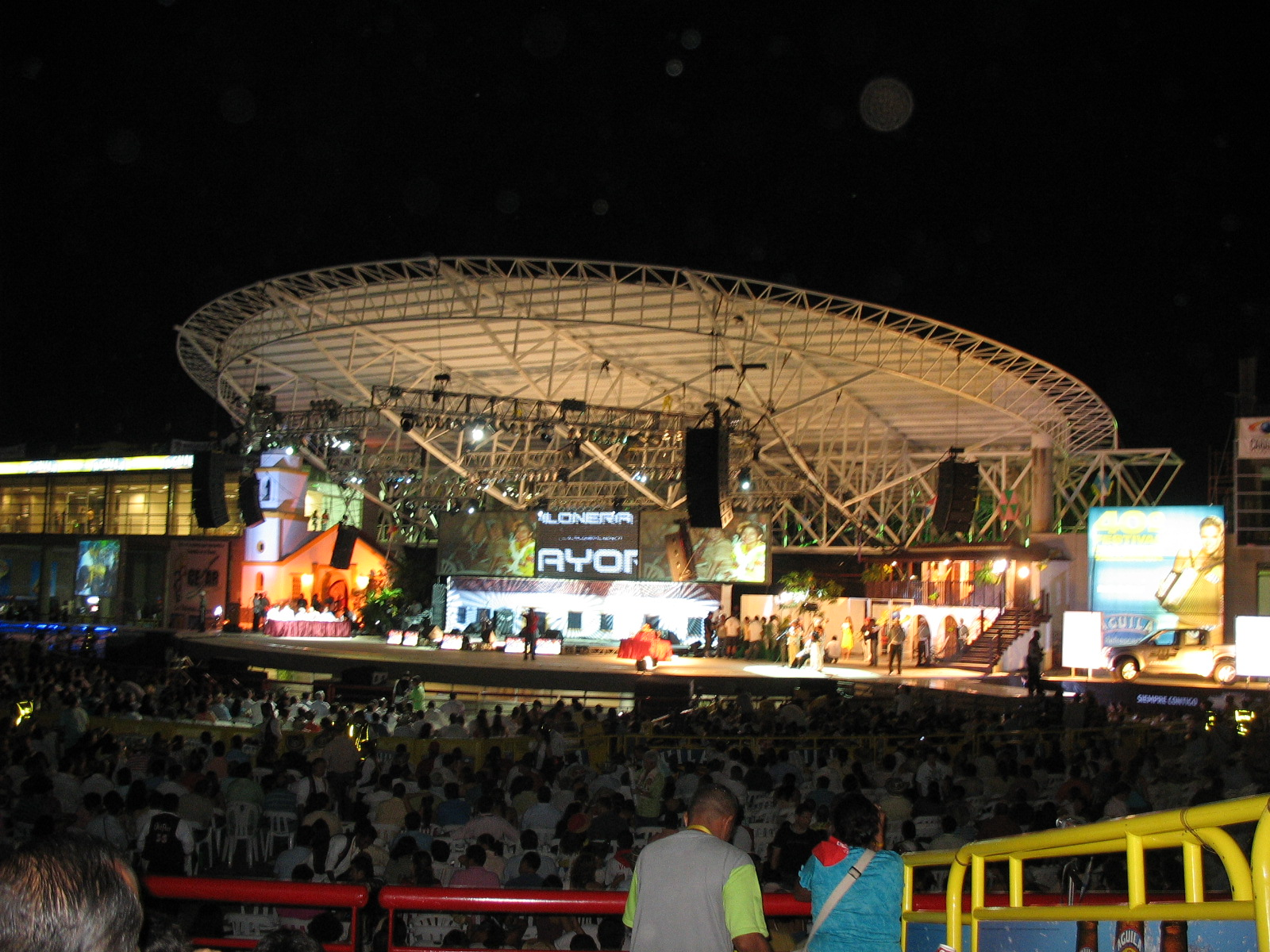
Festival Vallenato 2007. Tarima "Colacho" Mendoza.

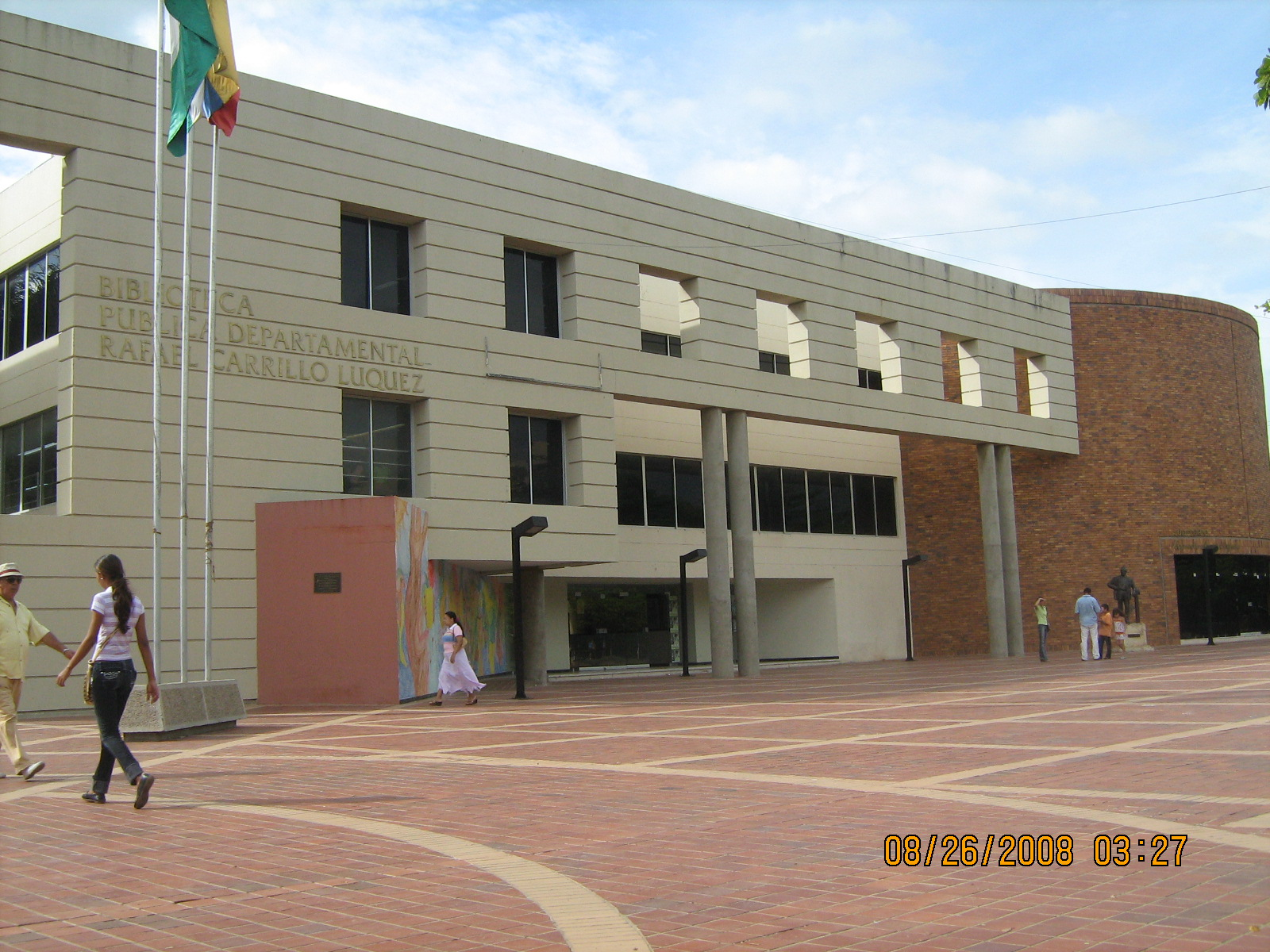
Biblioteca Pública Departamental Rafael Carrillo Lúquez.

Valledupar es reconocida por ser el epicentro del vallenato y celebrar anualmente el Festival de la Leyenda Vallenata. Es, además, uno de los epicentros culturales de la Costa Caribe colombiana. La danza folclórica más importante es la danza del pilón. En la ciudad se celebran anualmente los carnavales. Las peleas de gallos están muy arraigadas en la cultura de la gente.

### Gentilicio

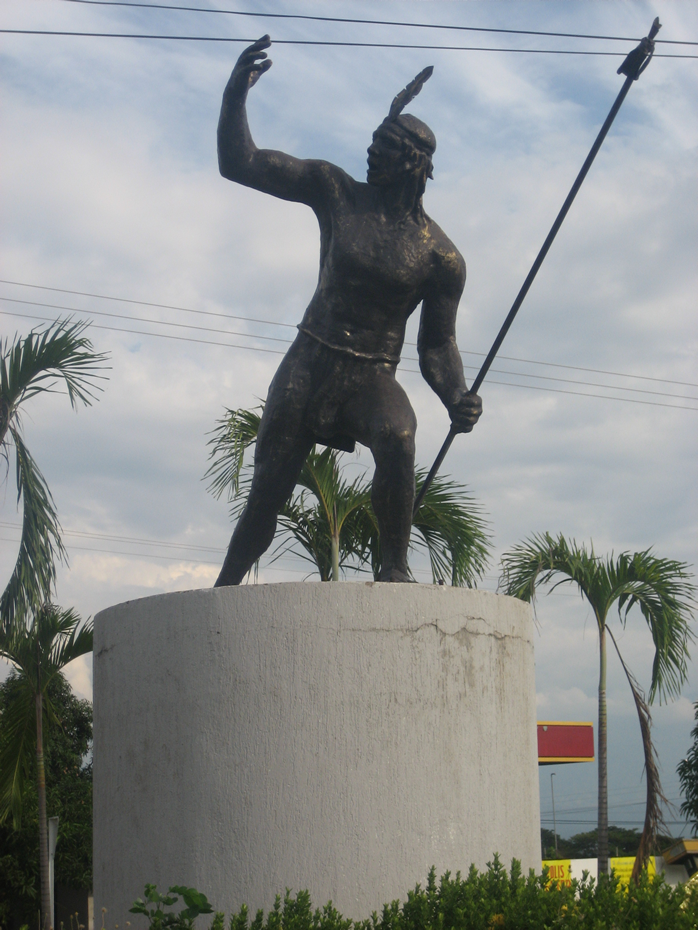
Estatua del cacique Upar.

No se sabe con exactitud el origen de la palabra "vallenato", a pesar de las muchas hipótesis que han sido expuestas. Sin embargo, de acuerdo con una tesis del escritor Ciro Quiroz, a principios del siglo XX, tenía una connotación despectiva y a los propios habitantes de Valledupar no les gustaba. Por tal motivo, en 1915 Miguel Vence, educador de primaria, fundó una Academia de la Lengua de Valledupar, la cual sesionó una sola vez y determinó que el gentilicio de los nacidos en Valledupar fuera "valduparense". Sin embargo, está muy extendida la denominación vallenato por influencia del ritmo musical representativo de la ciudad.

### La Leyenda Vallenata

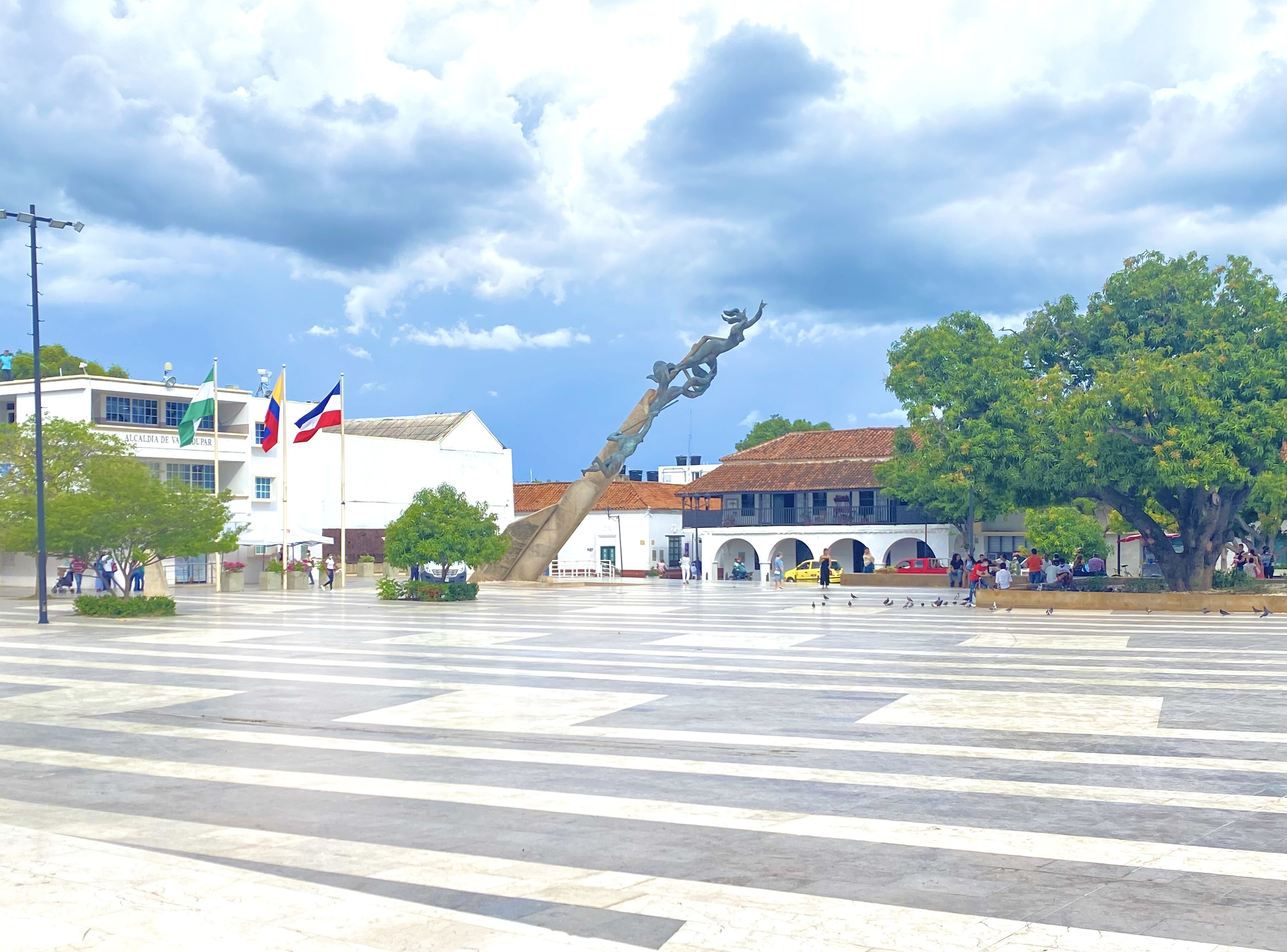
Plaza Alfonso López. Al fondo, el monumento de La revolución en marcha

Cuenta la leyenda que en 1576 la nación tupe se rebeló contra los españoles porque la esposa de don García Gutiérrez de Mendoza, en un ataque de celos, le había cortado el cabello a la india Francisca, sirvienta del hogar, lo cual era gran ofensa para los indios. Habiendo salido García Gutiérrez a su hato de Unyaimo con otros españoles el 27 de abril, el indiecito Tupe Antoñuelo, que era su paje, desapareció del hato e informó del agravio al cacique Tupe Blanco, quien con su capitán Panocha convocó a sus parcialidades, la de Coropomeima y la del chimila Curunaima, asaltaron el hato y mataron a los españoles. Luego fueron a la ciudad y trataron de incendiar el convento, pero no prendía fuego, hecho que atribuían a una Guaricha (como denominaban los indios a la Virgen María, en este caso la Virgen del Rosario) que apartaba con su manto las flechas que lanzaban. Los indios se retiraron temerosos de la visión hacia las sabanas de Sicarare. Los españoles, dirigidos por el capitán Antonio Suárez de Flores, siguieron a los indios hasta la laguna del Sicarare (de agua dulce) que había sido envenenada por los nativos con barbasco, de tal suerte que cuando los españoles llegaron sedientos a beber de la laguna, caían muertos. Entonces se dice que los indios vieron pasearse a la Guaricha que levantaba a los españoles, lo cual les dio mucho miedo, y fueron muertos o aprisionados. Luego el gobernador de Santa Marta, Lope de Orozco, salió contra los chimilas apresando y dando muerte al cacique Coropomeima, al cacique Blanco, al capitán Panocha, a la india Francisca y a su marido Gregorio. A raíz de estas muertes, se unieron los indios para atacar ferozmente la ciudad, de tal forma que hubo de llevar a cabo una segunda conquista.

### Literatura
La literatura producida en la ciudad ha sido por tradición de tipo costumbrista y sólo hasta años recientes empiezan a producirse libros y textos académicos gestados al interior de las facultades de la Universidad Popular del Cesar; sin embargo, la ciudad es cuna de algunos escritorios más vanguardistas como Alonso Sánchez Baute, con su libro "Al Diablo la Maldita Primavera", Luis Barros Pavajeau con "Ciudad Babel".
Los principales escritores de Valledupar han sido José Francisco Socarrás, pionero del psicoanálisis en Colombia, Rafael Carrillo Lúquez con sus obras de filosofía moderna, Tomás Darío Gutiérrez, historiador y abogado, Hernán Urbina Joiro, médico historiador, ensayista y periodista, entre otros.

### Música y danzas
La música reina en la ciudad es el vallenato, considerado la principal expresión folclórica en años recientes. Las danzas son de tipo afrocaribe como la puya de ritmo acelerado, y en especial el pilón, ritmo cadencioso en el que se resume la actividad cotidiana de los vallenatos de antaño y su estrecha relación con el trabajo del maíz.

### La parranda vallenata
La parranda vallenata es una reunión social en torno de un grupo vallenato conformado por un cajero, un guacharaquero y un acordeonero que interpreta canciones costumbristas en alusión al paisaje, el campo y a las mujeres. Se acompaña de bebidas alcohólicas como ron, aguardiente y whiskey, el cual gracias al contrabando se ligó profundamente a la cultura vallenata. En una parranda vallenata tradicional no se bailaba; las nuevas generaciones cambiaron el formato de la parranda incorporando el baile. La parranda vallenata dura hasta altas horas de la madrugada, cuando se degusta el sancocho.

### Gastronomía
La zona geográfica en que se sitúa Valledupar, posee gran variedad de tierras en diferentes tipos de clima, lo que hace que en la ciudad se comercialicen y consuman productos animales y vegetales variados. En las zonas bajas y planas se cultiva el maíz, la yuca y el arroz que constituyen la base de la alimentación local y es también en esta zona que se crían los ganados vacunos y caprinos que aportan la carne y la leche. Estos alimentos se complementan con productos de climas templados y fríos provenientes de las zonas altas de la serranía del Perijá y la Sierra Nevada de Santa Marta como los plátanos, el café, legumbres y hortalizas.
Además de eso, la zona históricamente ha sido muy rica en su biodiversidad, a raíz de eso culturalmente la gastronomía se ha visto afectada, pues es muy común que se consuman animales salvajes o de monte como se les conoce, estos son, el zaino, el ñeque, la guartinaja, la danta, el conejo, el venado y la iguana.
Tradicionalmente la gastronomía se ha basado en alimentos como el maíz, con el que se preparan arepas de queso, arepas limpias, bollos limpios y de mazorca, arepuelas, chicha, mazamorra, arepas de huevo y empanadas; la yuca, que se consume en sancochos, cocida en agua salada o asada acompañada con queso fresco tipo vallenato; y carnes de res, chivo, cerdo o pescado de río como el bocachico.
Las preparaciones más comunes en Valledupar son los sancochos de gallina, de chivo, de rabo de res, trifásico, de mondongo; arroces blanco, con coco, con fideos, con pollo, con fríjoles, verduras, de asadura; guisos de cualquier tipo de carne con tomates, cebollas, ajos, cebollín, achiote, comino y pimienta; granos como fríjoles zaragoza, cabecita negra, caraota, rojo y lenteja; dulces, de tubérculos o de legumbres, plátanos asados y en tentación (en almíbar de caña).
El plato típico es el sancocho, infaltable acompañante de las parrandas vallenatas. Otros platillos son los queques, chilonga, yuca guisada, patacones con queso, mazamorras, pasteles de maíz, friche, guisos de animales de monte, el agua de panela, el chirrinchi, entre otros. Abundan las comidas rápidas donde se ofrecen salchipapas, hamburguesas, perros y frituras principalmente.
La carne vacuna de buena calidad es de relativo fácil acceso dentro de la población local debido a que la zona posee uno de los hatos ganaderos más importantes del país. También se consume queso costeño y suero atollabuey.

### Dialecto
El dialecto de los habitantes corresponde a una subvariante del español costeño colombiano con la característica única (norte del Cesar y sur de La Guajira) de las formas verbales correspondientes a un tipo de voseo verbal sin reemplazo del pronombre tú.

## Deporte

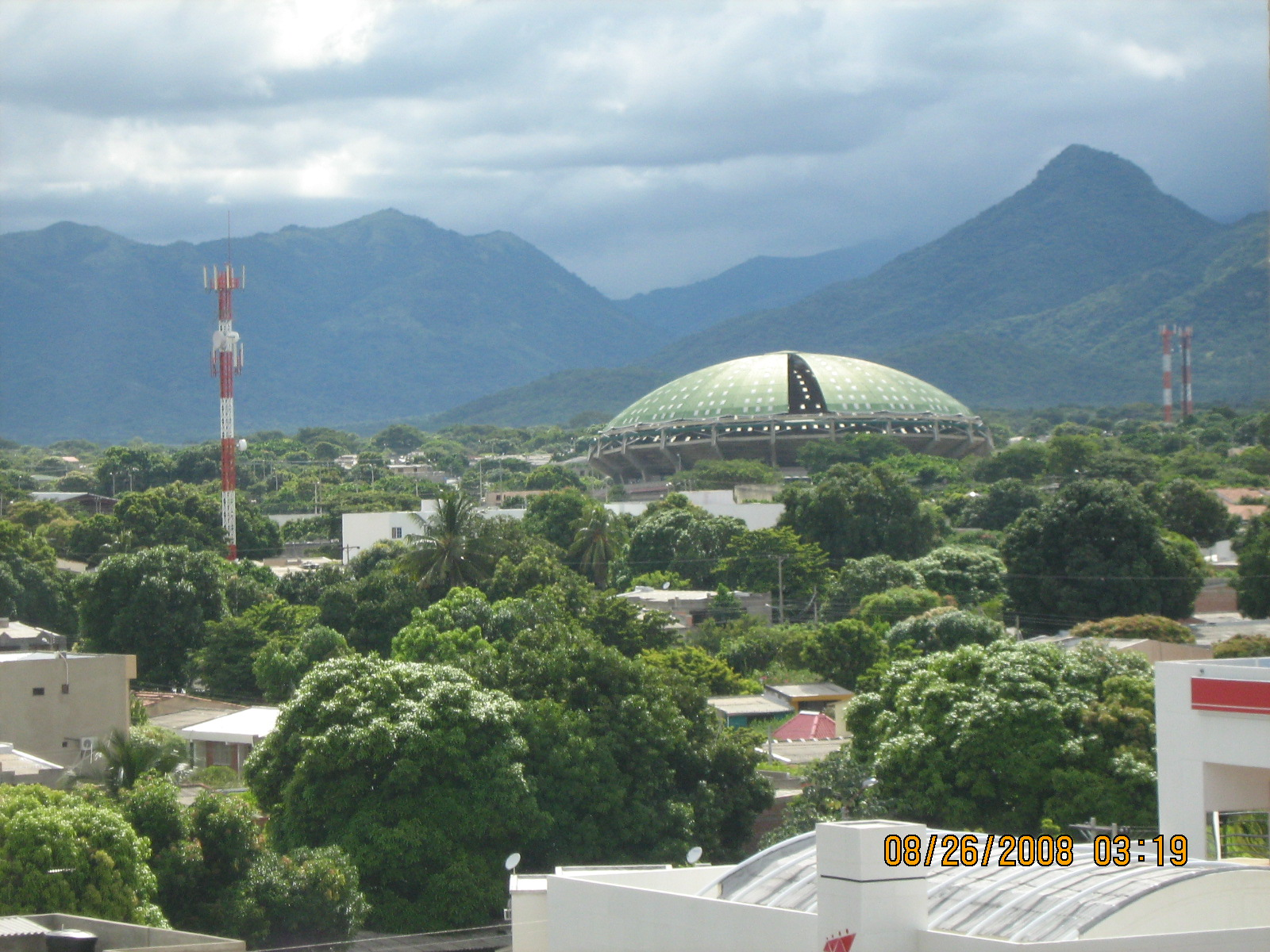
Coliseo cubierto de Valledupar.

Valledupar contó por muchos años con el equipo de fútbol Valledupar Fútbol Club, que competía en el torneo de la Primera B del fútbol profesional colombiano. El club fue fundado en 2004 y jugaba en el estadio Armando Maestre Pavajeau. En 2006 estuvo cerca de lograr el ascenso a la Primera A, cuando perdieron con el Atlético Huila, en el doble enfrentamiento por la promoción. En 2008 de nuevo pierde la oportunidad de ascender directamente al perder la final de la Primera B contra el Real Cartagena. El equipo desapareció en 2023 cuando sus dueños decidieron trasladar la ficha a Soacha y cambiar de razón social.
En 2024, Alianza Fútbol Club se convirtió en el segundo equipo de la ciudad y el primero en jugar en la Categoría Primera A, esto tras la decisión de los dueños del Alianza Petrolera de trasladarlo a la capital del Cesar.
Valledupar también tiene otros escenarios deportivos como el diamante de béisbol, el Coliseo Cubierto, el complejo de tenis y el Patinódromo Municipal.
En el taekwondo destaca Óscar Muñoz, quien logró la segunda medalla de bronce para Colombia en los Juegos Olímpicos de Londres 2012 al vencer 6-4 tailandés Pen-Ek Karaket.
Muñoz desarrolló su actividad deportiva en Valledupar, aunque no nació en la ciudad. En octubre de 2015 se inauguró un complejo de tenis.
| Predecesor: Santa Marta | Ciudad Bolivariana 2022 | Sucesor: Ayacucho |

### Religión

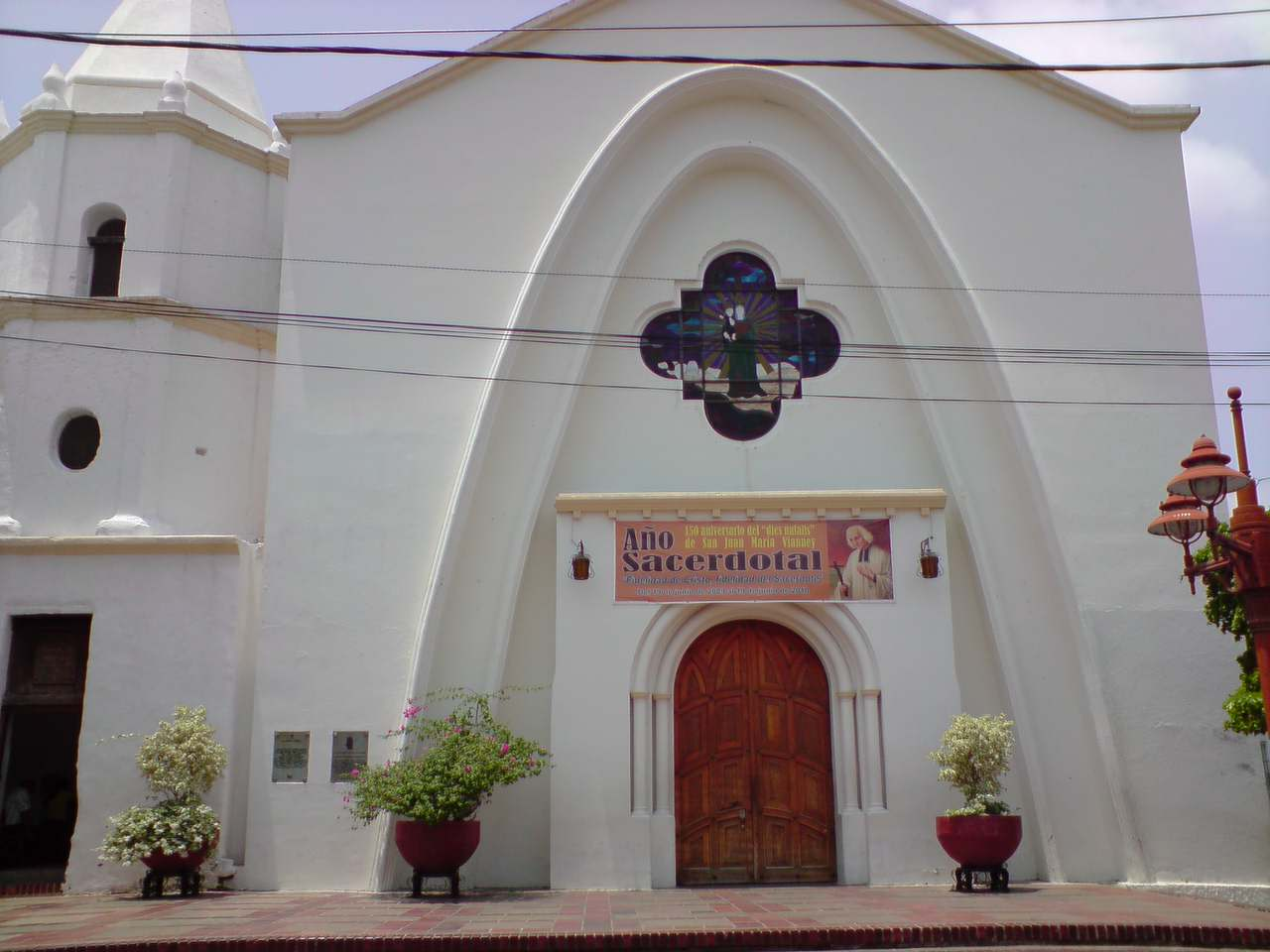
Iglesia de Nuestra Señora del Rosario, antigua catedral de Valledupar.

La religión predominante es la católica. El santo patrono es Santo Ecce Homo, cuya efigie se venera en la iglesia de la Concepción, en la plaza Alfonso López. La iglesia de Nuestra Señora del Rosario de Valledupar, a pocos metros de la plaza, fue la sede de la diócesis de Valledupar y es el lugar donde reposa la imagen de la patrona de la ciudad, talla que perteneció a Isabel la Católica, la actual Catedral de Santo Ecce Homo fue consagrada y dedicada solemnemente el sábado 24 de agosto del año 2019 por Monseñor Oscar José Vélez Isaza ante más de 7000 personas, 200 sacerdotes y 35 obispos de todo el país, ahí el Santo Ecce Homo fue declarado como el patrono de la diócesis de Valledupar. Durante los últimos años, el protestantismo ha experimentado un crecimiento acelerado.

## Defensa
Policía
La ciudad alberga el Departamento de Policía del Cesar, donde se coordinan todas las actividades tendientes al control y al mantenimiento de la seguridad ciudadana. La Policía Nacional de Colombia en Valledupar dispone de personal destinado a patrullar las vías públicas, instauración de puestos de control y vigilancia de actos públicos que en la ciudad son particularmente concurridos en épocas del Festival de la Leyenda Vallenata y la Feria Ganadera.
Ejército
En Valledupar se encuentra el Batallón de Artillería N.º 2 La Popa, adscrito a la 10.º Brigada del Ejército Nacional de Colombia y el Batallón de Ingenieros de Movilidad, Contramovilidad y Supervivencia n.º 10 “Gr. Manuel Alberto Murillo González”.

## Estructura organizacional municipal
| Valledupar   | Valledupar  | Valledupar                 |
| Departamento | Código DANE | Categoría municipal (2022) |
| ------------ | ----------- | -------------------------- |
| Cesar        | 20001       | Primera                    |

- Personería: Es un centro del Ministerio Público de Colombia que ejerce, vigila y hace control sobre la gestión de las alcaldías y entes descentralizados; velan por la promoción y protección de los derechos humanos; vigilan el debido proceso, la conservación del medio ambiente, el patrimonio público y la prestación eficiente de los servicios públicos, garantizando a la ciudadanía la defensa de sus derechos e intereses.

- Concejo Municipal: Es la suprema autoridad política del municipio. En materia administrativa sus atribuciones son de carácter normativo. También le corresponde vigilar y hacer control político a la administración municipal. Se regulan por los reglamentos internos de la corporación en el marco de la Constitución Política Colombiana (artículo 313) y las leyes, en especial la Ley 136 de 1994 y la Ley 1551 de 2012.

Constituido por 18 concejales por un periodo de 4 años.  Actualmente se encuentra distribuido con los siguientes partidos para el periodo 2024 - 2027 de la siguiente forma:
3 (Liberal), 3 (Partido de la U), 3 (Conservador), 2 (Cambio Radical), 2 (Mais), 1 (Alianza Verde), 1 (Independientes), 1 (ASI),  1 (CD) y 1 (En Marcha).
- Alcaldía Municipal: En esta se encuentra la administración municipal y las entidades descentralizadas del municipio.

El Alcalde se pronuncia mediante decretos y se desempeña como representante legal, judicial y extrajudicial del municipio. El actual Alcalde municipal es Ernesto Orozco Durán (2024-2027), elegido por voto popular.
- JAL. Posee las 7 comunas y los corregimientos: Atánquez, Guacoche, La Mina, La Vega Arriba, Los Corazones, Mariangola, Patillal y Rioseco.

## Servicios públicos
- Energía Eléctrica: Afinia, del grupo EPM, es la empresa prestadora del servicio de energía eléctrica.
- Gas Natural: Gases del Caribe es la empresa distribuidora y comercializadora de gas natural en el municipio.